# 2024년 K리그1의 경기 결과
본 문서는 2024년 K리그1의 경기 결과를 정리한 문서이다.

## 정규 리그

### 라운드 1 (3월 1~3일 금/토/일)
| 2024년 3월 1일 (금) | 울산 HD FC        | 1 - 0 | 포항 스틸러스 | 울산문수축구경기장, 울산                                              |  |  |
| 14:00 UTC+9         | 에사카 아타루 51′ |       |               | 관중 수: 28,683 심판: 김우성 맨 오브 더 매치: 에사카 아타루 (울산 HD) |  |  |
|                     |                   |       |               |                                                                       |  |  |

| 2024년 3월 1일 (금) | 전북 현대 모터스 | 1 - 1 | 대전 하나 시티즌 | 전주월드컵경기장, 전주                                                  |  |  |
| 16:30 UTC+9         | 안현범 86′       |       | 11′ 구텍         | 관중 수: 24,758 심판: 정동식 맨 오브 더 매치: 안현범 (전북 현대 모터스) |  |  |
|                     |                  |       |                  |                                                                         |  |  |

| 2024년 3월 2일 (토) | 광주 FC                            | 2 - 0 | FC 서울 | 광주축구전용구장, 광주                                             |  |  |
| 14:00 UTC+9         | 이희균 21′ · 가브리엘 티그랑 90+5′ |       |         | 관중 수: 7805 심판: 박병진 맨 오브 더 매치: 가브리엘 티그랑 (광주) |  |  |
|                     |                                    |       |         |                                                                    |  |  |

| 2024년 3월 2일 (토) | 강원 FC   | 1 - 1 | 제주 유나이티드                | 춘천송암스포츠타운, 춘천                       |  |  |
| 16:30 UTC+9         | 양민혁 1′ |       | 44′ 이탈루 모레이라 바르셀루스 | 관중 수: 6021 심판: 고형진 맨 오브 더 매치: () |  |  |
|                     |           |       |                                |                                                |  |  |

| 2024년 3월 2일 (토) | 인천 유나이티드 | 0 - 1 | 수원 FC                | 인천축구전용구장, 인천                                      |  |  |
| 16:30 UTC+9         |                 |       | 90+10′ (페널티) 이승우 | 관중 수: 15,060 심판: 신용준 맨 오브 더 매치: 이승우 (수원) |  |  |
|                     |                 |       |                        |                                                             |  |  |

| 2024년 3월 3일 (일) | 대구 FC | 0 - 1 | 김천 상무  | DGB대구은행파크, 대구                                            |  |  |
| 14:00 UTC+9         |         |       | 78′ 원두재 | 관중 수: 12,133 심판: 김대용 맨 오브 더 매치: 원두재 (김천 상무) |  |  |
|                     |         |       |            |                                                                  |  |  |

### 라운드 2 (3월 9~10일 토/일)
| 2024년 3월 9일 (토) | 수원 FC    | 1 - 1 | 전북 현대 모터스 | 수원종합운동장, 수원                                         |  |  |
| 14:00 UTC+9         | 이승우 47′ |       | 54′ 티아고       | 관중 수: 9557 심판: 채상협 맨 오브 더 매치: 이승우 (수원 FC) |  |  |
|                     |            |       |                  |                                                              |  |  |

| 2024년 3월 9일 (토) | 포항 스틸러스                        | 3 - 1 | 대구 FC    | 포항 스틸야드, 포항                                                  |  |  |
| 16:30 UTC+9         | 전민광 49′ · 김인성 53′ · 김종우 73′ |       | 45+1′ 홍철 | 관중 수: 10,946 심판: 박병진 맨 오브 더 매치: 김종우 (포항 스틸러스) |  |  |
|                     |                                      |       |            |                                                                      |  |  |

| 2024년 3월 9일 (토) | 김천 상무                | 2 - 3 | 울산 HD FC                   | 김천종합운동장, 김천                                         |  |  |
| 16:30 UTC+9         | 김현욱 58′ (페널티), 61′ |       | 17′, 26′ 이동경 · 29′ 장시영 | 관중 수: 5848 심판: 김용우 맨 오브 더 매치: 이동경 (울산 HD) |  |  |
|                     |                          |       |                              |                                                              |  |  |

| 2024년 3월 10일 (일) | 제주 유나이티드                                       | 3 - 1 | 대전 하나 시티즌  | 제주월드컵경기장, 서귀포                                                  |  |  |
| 14:00 UTC+9          | 유리 조나탕 39′ (페널티), 45+6′ (페널티) · 진성욱 65′ |       | 88′ 파를레이 호자 | 관중 수: 9083 심판: 이동준 맨 오브 더 매치: 유리 조나탕 (제주 유나이티드) |  |  |
|                      |                                                       |       |                   |                                                                           |  |  |

| 2024년 3월 10일 (일) | FC 서울 | 0 - 0 | 인천 유나이티드 | 서울월드컵경기장, 서울                                                                    |  |  |
| 16:00 UTC+9          |         |       |                 | 관중 수: 51,670 심판: 김종혁 맨 오브 더 매치: 최철원 (FC 서울) / 이범수 (인천 유나이티드) |  |  |
|                      |         |       |                 |                                                                                           |  |  |

| 2024년 3월 10일 (일) | 광주 FC                                                | 4 - 2 | 강원 FC                         | 광주축구전용구장, 광주                                         |  |  |
| 16:30 UTC+9          | 가브리엘 49′, 74′ · 이건희 62′ · 최경록 90+8′ (페널티) |       | 2′ 양민혁 · 67′ (페널티) 이상헌 | 관중 수: 5786 심판: 최현재 맨 오브 더 매치: 가브리엘 (광주 FC) |  |  |
|                      |                                                        |       |                                 |                                                                |  |  |

### 라운드 3 (3월 16~17일 토/일)
| 2024년 3월 16일 (토) | 대전 하나 시티즌  | 1 - 1 | 강원 FC    | 대전월드컵경기장, 대전                                                         |  |  |
| 14:00 UTC+9          | 페니엘 음라파 87′ |       | 62′ 윤석영 | 관중 수: 17,191 심판: 신용준 맨 오브 더 매치: 페니엘 음라파 (대전 하나 시티즌) |  |  |
|                      |                   |       |            |                                                                                |  |  |

| 2024년 3월 16일 (토) | 대구 FC           | 1 - 1 | 수원 FC      | DGB대구은행파크, 대구                                          |  |  |
| 16:30 UTC+9          | 요시노 쿄헤이 25′ |       | 90+5′ 정재민 | 관중 수: 11,997 심판: 김희곤 맨 오브 더 매치: 정재민 (수원 FC) |  |  |
|                      |                   |       |              |                                                                |  |  |

| 2024년 3월 16일 (토) | FC 서울                                         | 2 - 0 | 제주 유나이티드 | 서울월드컵경기장, 서울                                         |  |  |
| 16:30 UTC+9          | 스타니슬라프 일류첸코 20′ (페널티) · 기성용 24′ |       |                 | 관중 수: 29,536 심판: 김대용 맨 오브 더 매치: 기성용 (FC 서울) |  |  |
|                      |                                                 |       |                 |                                                                |  |  |

| 2024년 3월 17일 (일) | 포항 스틸러스 | 1 - 0 | 광주 FC | 포항 스틸야드, 포항                                                |  |  |
| 14:00 UTC+9          | 정재희 90+4′  |       |         | 관중 수: 9203 심판: 고형진 맨 오브 더 매치: 정재희 (포항 스틸러스) |  |  |
|                      |               |       |         |                                                                    |  |  |

| 2024년 3월 17일 (일) | 김천 상무  | 1 - 0 | 전북 현대 모터스 | 김천종합운동장, 김천                                           |  |  |
| 14:00 UTC+9          | 김현욱 25′ |       |                  | 관중 수: 4300 심판: 김우성 맨 오브 더 매치: 김현욱 (김천 상무) |  |  |
|                      |            |       |                  |                                                                |  |  |

| 2024년 3월 17일 (일) | 울산 HD FC                        | 3 - 3 | 인천 유나이티드                              | 울산문수축구경기장, 울산                                            |  |  |
| 16:30 UTC+9          | 아담 머르틴 33′, 63′ · 이동경 53′ |       | 39′, 74′ (페널티) 스테판 무고샤 · 48′ 박승호 | 관중 수: 15,233 심판: 박병진 맨 오브 더 매치: 아담 머르틴 (울산 HD) |  |  |
|                      |                                   |       |                                              |                                                                     |  |  |

### 라운드 4 (3월 30-31일 토/일)
| 2024년 3월 30일 (토) | 전북현대 모터스           | 2 - 2 | 울산 HD FC              | 전주월드컵경기장, 전주                                                                       |  |  |
| 14:00 UTC+9          | 이동준 45+2′ · 문선민 70′ |       | 22′ 이동경 · 40′ 김지현 | 관중 수: 25,872 심판: 이동준 부심: 곽승순, 천진희 맨 오브 더 매치: 문선민 (전북 현대 모터스) |  |  |
|                      |                           |       |                         |                                                                                              |  |  |

| 2024년 3월 30일 (토) | 인천 유나이티드                  | 2 - 0 | 대전 하나 시티즌 | 인천축구전용구장, 인천                                                                      |  |  |
| 14:00 UTC+9          | 제르소 38′ · 이정택 47′ (자책골) |       |                  | 관중 수: 11,581 심판: 김용우 부심: 박균용, 방기열 맨 오브 더 매치: 제르소 (인천 유나이티드) |  |  |
|                      |                                  |       |                  |                                                                                             |  |  |

| 2024년 3월 30일 (토) | 제주 유나이티드 | 0 - 2 | 포항 스틸러스               | 제주월드컵경기장, 서귀포                                                                |  |  |
| 16:30 UTC+9          |                 |       | 90+2′ 정재희 · 90+6′ 백성동 | 관중 수: 6036 심판: 김종혁 부심: 김계용, 강동호 맨 오브 더 매치: 정재희 (포항 스틸러스) |  |  |
|                      |                 |       |                             |                                                                                         |  |  |

| 2024년 3월 30일 (토) | 수원FC     | 1 - 4 | 김천 상무                                           | 수원종합운동장, 수원                                                                |  |  |
| 16:30 UTC+9          | 지동원 89′ |       | 8′ 김현욱 · 23′, 31′ 이중민 · 90+3′ (페널티) 유강현 | 관중 수: 6145 심판: 김대용 부심: 성주경, 김지욱 맨 오브 더 매치: 이중민 (김천 상무) |  |  |
|                      |            |       |                                                     |                                                                                     |  |  |

| 2024년 3월 31일 (일) | 강원FC     | 1 - 1 | FC서울     | 춘천송암스포츠타운, 춘천                                                         |  |  |
| 14:00 UTC+9          | 이상헌 86′ |       | 72′ 윌리안 | 관중 수: 10,144 심판: 김희곤 부심: 윤재열, 설귀선 맨 오브 더 매치: 이상헌 (강원) |  |  |
|                      |            |       |            |                                                                                  |  |  |

| 2024년 3월 31일 (일) | 광주FC              | 1 - 2 | 대구FC                           | 광주축구전용구장, 광주                                                         |  |  |
| 16:30 UTC+9          | 문민서 25′ (페널티) |       | 45+5′ 요시노 쿄헤이 · 77′ 에드가 | 관중 수: 7313 심판: 채상협 부심: 박상준, 구은석 맨 오브 더 매치: 에드가 (대구) |  |  |
|                      |                     |       |                                  |                                                                                |  |  |

### 라운드 5 (4월 2-3일 화/수)
| 2024년 4월 2일 (화) | 포항 스틸러스 | 1 - 1 | 수원 FC         | 포항스틸야드, 포항                                                                        |  |  |
| 19:30 UTC+9         | 오베르단 45′  |       | 53′ 라클란 잭슨 | 관중 수: 5143 심판: 신용준 부심: 박균용, 구은석 맨 오브 더 매치: 오베르단 (포항 스틸러스) |  |  |
|                     |               |       |                 |                                                                                           |  |  |

| 2024년 4월 2일 (화) | 대전 하나 시티즌          | 2 - 0 | 울산 HD FC | 대전월드컵경기장, 대전                                                                       |  |  |
| 19:30 UTC+9         | 레안드로 49′ · 김인균 60′ |       |            | 관중 수: 7927 심판: 고형진 부심: 윤재열, 설귀선 맨 오브 더 매치: 레안드로 (대전 하나 시티즌) |  |  |
|                     |                           |       |            |                                                                                              |  |  |

| 2024년 4월 3일 (수) | 제주 유나이티드           | 2 - 0 | 전북 현대 모터스 | 제주월드컵경기장, 서귀포                                                                  |  |  |
| 19:30 UTC+9         | 여홍규 29′ · 진성욱 90+8′ |       |                  | 관중 수: 3426 심판: 김우성 부심: 김지욱, 성주경 맨 오브 더 매치: 진성욱 (제주 유나이티드) |  |  |
|                     |                           |       |                  |                                                                                           |  |  |

| 2024년 4월 3일 (수) | 강원 FC                        | 3 - 0 | 대구 FC | 춘천송암스포츠타운, 춘천                                                       |  |  |
| 19:30 UTC+9         | 윤석영 14′ · 이상헌 65′, 90+1′ |       |         | 관중 수: 3056 심판: 박병진 부심: 김계용, 방기열 맨 오브 더 매치: 이상헌 (강원) |  |  |
|                     |                                |       |         |                                                                                |  |  |

| 2024년 4월 3일 (수) | 광주 FC                   | 2 - 3 | 인천 유나이티드                               | 광주축구전용구장, 광주                                                                    |  |  |
| 19:30 UTC+9         | 가브리엘 67′ · 이희균 78′ |       | 33′ 박승호 · 50′ 스테판 무고샤 · 90+7′ 제르소 | 관중 수: 1562 심판: 김대용 부심: 곽승순, 천진희 맨 오브 더 매치: 제르소 (인천 유나이티드) |  |  |
|                     |                           |       |                                               |                                                                                           |  |  |

| 2024년 4월 3일 (수) | FC 서울                                                                 | 5 - 1 | 김천 상무  | 서울월드컵경기장, 서울                                                                             |  |  |
| 19:30 UTC+9         | 조영욱 16′ · 스타니슬라프 일류첸코 34′, 39′ · 임상협 45+2′ · 박동진 80′ |       | 52′ 김민준 | 관중 수: 13,040 심판: 정동진 부심: 박상준, 강동호 맨 오브 더 매치: 스타니슬라프 일류첸코 (FC 서울) |  |  |
|                     |                                                                         |       |            | |  |  |

### 라운드 6 (4월 6-7일 토/일)
| 2024년 4월 6일 (토) | 울산 HD FC                                             | 3 - 0 | 수원 FC | 울산문수축구경기장, 울산                                                            |  |  |
| 14:00 UTC+9         | 이동경 18′ · 구스타브 에릭 루드빅손 64′ · 주민규 90+6′ |       |         | 관중 수: 14,125 심판: 채상협 부심: 윤재열, 방기열 맨 오브 더 매치: 이동경 (울산 HD) |  |  |
|                     |                                                        |       |         |                                                                                     |  |  |

| 2024년 4월 6일 (토) | 김천 상무                  | 2 - 1 | 광주 FC     | 김천종합운동장, 김천                                                                |  |  |
| 16:30 UTC+9         | 정치인 45+3′, 58′ (페널티) |       | 7′ 가브리엘 | 관중 수: 2978 심판: 김종혁 부심: 김계용, 박균용 맨 오브 더 매치: 정치인 (김천 상무) |  |  |
|                     |                            |       |             |                                                                                     |  |  |

| 2024년 4월 6일 (토) | 인천 유나이티드 | 0 - 1 | 제주 유나이티드 | 인천축구전용구장, 인천                                                                         |  |  |
| 16:30 UTC+9         |                 |       | 69′ 유리 조나탄 | 관중 수: 9293 심판: 김희곤 부심: 설귀선, 구은석 맨 오브 더 매치: 유리 조나탄 (제주 유나이티드) |  |  |
|                     |                 |       |                 |                                                                                                |  |  |

| 2024년 4월 7일 (일) | 전북 현대 모터스                     | 2 - 3 | 강원 FC                                             | 전주월드컵경기장, 전주                                                           |  |  |
| 14:00 UTC+9         | 김태환 45+7′ (페널티) · 문선민 90+8′ |       | 42′ (페널티), 74′ 이상헌 · 69′ 강투지 (마르코 투치) | 관중 수: 11,125 심판: 최현재 부심: 성주경, 강동호 맨 오브 더 매치: 이상헌 (강원) |  |  |
|                     |                                      |       |                                                     |                                                                                  |  |  |

| 2024년 4월 7일 (일) | 대구 FC | 0 - 0 | FC 서울 | DGB대구은행파크, 대구                                                            |  |  |
| 14:00 UTC+9         |         |       |         | 관중 수: 12,088 심판: 김용우 부심: 곽승순, 천진희 맨 오브 더 매치: 최영은 (대구) |  |  |
|                     |         |       |         |                                                                                  |  |  |

| 2024년 4월 7일 (일) | 대전 하나 시티즌 | 1 - 2 | 포항 스틸러스             | 대전월드컵경기장, 대전                                                                    |  |  |
| 16:30 UTC+9         | 레안드로 46′     |       | 82′ 김인성 · 90+2′ 정재희 | 관중 수: 10,761 심판: 이동준 부심: 박상준, 김지욱 맨 오브 더 매치: 정재희 (포항 스틸러스) |  |  |
|                     |                  |       |                           |                                                                                           |  |  |

### 라운드 7 (4월 13-14일 토/일)
| 2024년 4월 13일 (토) | 전북 현대 모터스          | 2 - 1 | 광주 FC    | 전주월드컵경기장, 전주                                                                       |  |  |
| 14:00 UTC+9          | 이재익 18′ · 송민규 90+1′ |       | 83′ 이건희 | 관중 수: 11,229 심판: 채상협 부심: 윤재열, 설귀선 맨 오브 더 매치: 송민규 (전북 현대 모터스) |  |  |
|                      |                           |       |            |                                                                                              |  |  |

| 2024년 4월 13일 (토) | FC 서울                   | 2 - 4 | 포항 스틸러스                                       | 서울월드컵경기장, 서울                                                                    |  |  |
| 14:00 UTC+9          | 손승범 45+2′ · 윌리안 65′ |       | 15′ 허용준 · 73′ 이호재 · 77′ 박찬용 · 90+4′ 정재희 | 관중 수: 29,051 심판: 김종혁 부심: 박균용, 장종필 맨 오브 더 매치: 이호재 (포항 스틸러스) |  |  |
|                      |                           |       |                                                     |                                                                                           |  |  |

| 2024년 4월 13일 (토) | 제주 유나이티드 | 0 - 2 | 김천 상무                 | 제주월드컵경기장, 서귀포                                                             |  |  |
| 16:30 UTC+9          |                 |       | 35′ 김현욱 · 45+4′ 강현묵 | 관중 수: 4,211 심판: 신용준 부심: 성주경, 곽승순 맨 오브 더 매치: 김현욱 (김천 상무) |  |  |
|                      |                 |       |                           |                                                                                      |  |  |

| 2024년 4월 13일 (토) | 울산 HD FC                               | 4 - 0 | 강원 FC | 울산문수축구경기장, 울산                                                            |  |  |
| 16:30 UTC+9          | 주민규 9′, 61′ · 이동경 43′ · 엄원상 55′ |       |         | 관중 수: 13,874 심판: 김대용 부심: 박상준, 천진희 맨 오브 더 매치: 주민규 (울산 HD) |  |  |
|                      |                                          |       |         |                                                                                     |  |  |

| 2024년 4월 14일 (일) | 수원 FC    | 1 - 0 | 대전 하나 시티즌 | 수원종합운동장, 수원                                                              |  |  |
| 14:00 UTC+9          | 이재원 51′ |       |                  | 관중 수: 4961 심판: 박병진 부심: 김계용, 구은석 맨 오브 더 매치: 이재원 (수원 FC) |  |  |
|                      |            |       |                  |                                                                                   |  |  |

| 2024년 4월 14일 (일) | 인천 유나이티드 | 1 - 1 | 대구 FC           | 인천축구전용구장, 인천                                                                |  |  |
| 16:30 UTC+9          | 김동민 22′      |       | 54′ 요시노 쿄헤이 | 관중 수: 9400 심판: 이동준 부심: 김지욱, 강동호 맨 오브 더 매치: 요시노 쿄헤이 (대구) |  |  |
|                      |                 |       |                   |                                                                                       |  |  |

### 라운드 8 (4월 20-21일 토/일, 5월 15일 수)
| 2024년 4월 20일 (토) | 수원 FC                        | 2 - 1 | 제주 유나이티드 | 수원종합운동장, 수원                            |  |  |
| 14:00 UTC+9          | 이용 62′ · 이승우 90′ (페널티) |       | 11′ 여홍규      | 관중 수: 2522 맨 오브 더 매치: 이승우 (수원 FC) |  |  |
|                      |                                |       |                 |                                                 |  |  |

| 2024년 4월 20일 (토) | 포항 스틸러스 | 0 - 0 | 김천 상무 | 포항스틸야드, 포항                |  |  |
| 16:30 UTC+9          |               |       |           | 관중 수: 7673 맨 오브 더 매치: () |  |  |
|                      |               |       |           |                                   |  |  |

| 2024년 4월 20일 (토) | FC 서울                                               | 2 - 3 | 전북 현대 모터스                    | 서울월드컵경기장, 서울                                     |  |  |
| 16:30 UTC+9          | 스타니슬라프 일류첸코 10′ · 알렉산다르 팔로체비치 30′ |       | 6′ 송민규 · 38′ 이영재 · 49′ 전병관 | 관중 수: 28,048 맨 오브 더 매치: 전병관 (전북 현대 모터스) |  |  |
|                      |                                                       |       |                                     |                                                            |  |  |

| 2024년 4월 21일 (일) | 강원 FC                             | 4 - 1 | 인천 유나이티드   | 춘천송암스포츠타운, 춘천          |  |  |
| 14:00 UTC+9          | 야고 20′, 45+2′, 54′ · 김이석 45+4′ |       | 80′ 스테판 무고사 | 관중 수: 6025 맨 오브 더 매치: () |  |  |
|                      |                                     |       |                   |                                   |  |  |

| 2024년 4월 21일 (일) | 대구 FC | 0 - 0 | 대전 하나 시티즌 | DGB대구은행파크, 대구               |  |  |
| 16:30 UTC+9          |         |       |                  | 관중 수: 11,330 맨 오브 더 매치: () |  |  |
|                      |         |       |                  |                                     |  |  |

| 2024년 5월 15일 (수) | 광주 FC                                 | 2 - 1 | 울산 HD FC | 광주축구전용구장, 광주                                                         |  |  |
| 16:30 UTC+9          | 박태준(朴泰濬) 59′ · 이강현(李剛玹) 82′ |       | 85′ 엄원상 | 관중 수: 8069 심판: 이동준 부심: 성주경, 강동호 맨 오브 더 매치: 박태준 (광주) |  |  |
|                      |                                         |       |            |                                                                                |  |  |

### 라운드 9 (4월 27-28일 토/일)
| 2024년 4월 27일 (토) | 대전 하나 시티즌             | 3 - 1 | FC 서울                   | 대전월드컵경기장, 대전                                                  |  |  |
| 14:00 UTC+9          | 주세종 13′ · 김승대 35′, 48′ |       | 58′ 스타니슬라프 일류첸코 | 관중 수: 12,700 심판: 이동준 맨 오브 더 매치: 김승대 (대전 하나 시티즌) |  |  |
|                      |                              |       |                           |                                                                         |  |  |

| 2024년 4월 27일 (토) | 김천 상무  | 1 - 0 | 강원 FC | 김천종합운동장, 김천                                           |  |  |
| 16:30 UTC+9          | 이중민 90′ |       |         | 관중 수: 2338 심판: 설태환 맨 오브 더 매치: 이중민 (김천 상무) |  |  |
|                      |            |       |         |                                                                |  |  |

| 2024년 4월 27일 (토) | 광주 FC    | 1 - 2 | 수원 FC                     | 광주축구전용구장, 광주                                       |  |  |
| 16:30 UTC+9          | 문민서 45′ |       | 45+2′ 정승원 · 90+6′ 김태한 | 관중 수: 5440 심판: 채상협 맨 오브 더 매치: 김태한 (수원 FC) |  |  |
|                      |            |       |                             |                                                              |  |  |

| 2024년 4월 28일 (일) | 포항 스틸러스 | 0 - 0 | 인천 유나이티드 | 포항스틸야드, 포항                                                 |  |  |
| 14:00 UTC+9          |               |       |                 | 관중 수: 7564 심판: 김희곤 맨 오브 더 매치: 황인재 (포항 스틸러스) |  |  |
|                      |               |       |                 |                                                                    |  |  |

| 2024년 4월 28일 (일) | 전북 현대 모터스            | 2 - 2 | 대구 FC                     | 전주월드컵경기장, 전주                                        |  |  |
| 14:00 UTC+9          | 전병관 10′ · 에르난데스 85′ |       | 90+3′ 박재현 · 90+6′ 정재상 | 관중 수: 13,642 심판: 정동식 맨 오브 더 매치: 정재상 (대구FC) |  |  |
|                      |                             |       |                             |                                                               |  |  |

| 2024년 4월 28일 (일) | 울산 HD FC                                                               | 3 - 1 | 제주 유나이티드 | 울산문수축구경기장, 울산                         |  |  |
| 16:30 UTC+9          | 켈빈(케우빙 지아코비 아우베스 두스 산투스) 57′ · 이동경 62′ · 엄원상 80′ |       | 55′ 김태환      | 관중 수: 20,253 심판: 김종혁 맨 오브 더 매치: () |  |  |
|                      |                                                                          |       |                 |                                                  |  |  |

### 라운드 10 (4월 30일~5월 1일 화/수)
| 2024년 4월 30일 (화) | 수원 FC | 0 - 2 | FC 서울                 | 수원종합운동장, 수원                                                              |  |  |
| 19:30 UTC+9          |         |       | 44′ 김신진 · 66′ 기성용 | 관중 수: 7570 심판: 박병진 부심: 김계용, 천진희 맨 오브 더 매치: 김신진 (FC 서울) |  |  |
|                      |         |       |                         |                                                                                   |  |  |

| 2024년 4월 30일 (화) | 대전 하나 시티즌 | 0 - 0 | 김천 상무 | 대전월드컵경기장, 대전                                              |  |  |
| 19:30 UTC+9          |                  |       |           | 관중 수: 4974 심판: 최현재 부심: 박균용, 곽승순 맨 오브 더 매치: () |  |  |
|                      |                  |       |           |                                                                     |  |  |

| 2024년 5월 1일 (수) | 강원 FC                 | 2 - 4 | 포항 스틸러스                     | 춘천송암스포츠타운, 춘천                                                                 |  |  |
| 19:00 UTC+9         | 양민혁 75′ · 정한민 83′ |       | 33′, 52′, 62′ 정재희 · 90′ 이호재 | 관중 수: 4,157 심판: 정동식 부심: 설귀선, 방기열 맨 오브 더 매치: 정재희 (포항 스틸러스) |  |  |
|                     |                         |       |                                   |                                                                                          |  |  |

| 2024년 5월 1일 (수) | 대구 FC    | 1 - 2 | 울산 HD FC              | DGB대구은행파크, 대구                                                               |  |  |
| 19:00 UTC+9         | 박용희 34′ |       | 43′ 강윤구 · 82′ 최강민 | 관중 수: 11,466 심판: 고형진 부심: 윤재열, 박상준 맨 오브 더 매치: 최강민 (울산 HD) |  |  |
|                     |            |       |                         |                                                                                     |  |  |

| 2024년 5월 1일 (수) | 인천 유나이티드                                        | 3 - 0 | 전북 현대 모터스 | 인천축구전용구장, 인천                                                                        |  |  |
| 19:00 UTC+9         | 해리슨 델브리지 67′ · 김도혁 90′ · 스테판 무고사 90+6′ |       |                  | 관중 수: 10,094 심판: 김우성 부심: 성주경, 강동호 맨 오브 더 매치: 델브리지 (인천 유나이티드) |  |  |
|                     |                                                        |       |                  |                                                                                               |  |  |

| 2024년 5월 1일 (수) | 제주 유나이티드 | 1 - 3 | 광주 FC                                                  | 제주월드컵경기장, 제주도 서귀포                                                 |  |  |
| 19:00 UTC+9         | 안태현 71′      |       | 45+5′ (페널티) 엄지성 · 51′ (자책골) 이탈로 · 69′ 이희균 | 관중 수: 4,502 심판: 김용우 부심: 김지욱, 구은석 맨 오브 더 매치: 이희균 (광주) |  |  |
|                     |                 |       |                                                          |                                                                                 |  |  |

### 라운드 11 (5월 4~6일 토/일/월)
| 2024년 5월 4일 (토) | FC 서울 | 0 - 1 | 울산 HD FC               | 서울월드컵경기장, 서울                                                                 |  |  |
| 14:30 UTC+9         |         |       | 90+2′ (페널티) 마틴 아담 | 관중 수: 52,600 심판: 김희곤 부심: 구은석, 방기열 맨 오브 더 매치: 마틴 아담 (울산 HD) |  |  |
|                     |         |       |                          |                                                                                        |  |  |

| 2024년 5월 4일 (토) | 포항 스틸러스 | 1 - 0 | 전북 현대 모터스 | 포항 스틸야드, 포항                                                                       |  |  |
| 16:30 UTC+9         | 김종우 90+5′  |       |                  | 관중 수: 13,002 심판: 김종혁 부심: 박균용, 장종필 맨 오브 더 매치: 김종우 (포항 스틸러스) |  |  |
|                     |               |       |                  |                                                                                           |  |  |

| 2024년 5월 5일 (일) | 수원 FC    | 1 - 2 | 강원 FC                   | 수원종합운동장, 수원                                                            |  |  |
| 14:00 UTC+9         | 이승우 76′ |       | 82′ 조진혁 · 90+1′ 정한민 | 관중 수: 3,008 심판: 이동준 부심: 윤재열, 곽승순 맨 오브 더 매치: 정한민 (강원) |  |  |
|                     |            |       |                           |                                                                                 |  |  |

| 2024년 5월 5일 (일) | 김천 상무              | 2 - 2 | 인천 유나이티드                         | 김천종합운동장, 김천                                                                      |  |  |
| 16:30 UTC+9         | 김대원 6′ · 이영준 57′ |       | 78′ (페널티) 스테판 무고사 · 85′ 제르소 | 관중 수: 2651 심판: 채상협 부심: 박상준, 김지욱 맨 오브 더 매치: 제르소 (인천 유나이티드) |  |  |
|                     |                        |       |                                         |                                                                                           |  |  |

| 2024년 5월 6일 (월) | 제주 유나이티드 | 1 - 0 | 대구 FC | 제주월드컵경기장, 제주도 서귀포                                                             |  |  |
| 14:00 UTC+9         | 김태환 76′      |       |         | 관중 수: 10,033 심판: 김대용 부심: 성주경, 강동호 맨 오브 더 매치: 김태환 (제주 유나이티드) |  |  |
|                     |                 |       |         |                                                                                             |  |  |

| 2024년 5월 6일 (월) | 광주 FC               | 2 - 1 | 대전 하나 시티즌  | 광주축구전용구장, 광주                                                         |  |  |
| 16:30 UTC+9         | 이희균 52′ · 허율 87′ |       | 15′ 안톤 크리보축 | 관중 수: 4221 심판: 신용준 부심: 김계용, 설귀선 맨 오브 더 매치: 이희균 (광주) |  |  |
|                     |                       |       |                   |                                                                                |  |  |

### 라운드 12 (5월 11-12일 토/일)
| 2024년 5월 11일 (토) | 인천 유나이티드   | 1 - 2 | FC 서울                 | 인천축구전용구장, 인천                                                              |  |  |
| 16:30 UTC+9          | 스테판 무고사 37′ |       | 49′ 윌리안 · 63′ 윌리안 | 관중 수: 14,435 심판: 김용우 부심: 김계용, 강동호 맨 오브 더 매치: 윌리안 (FC 서울) |  |  |
|                      |                   |       |                         |                                                                                     |  |  |

| 2024년 5월 11일 (토) | 강원 FC                            | 3 - 3 | 대전 하나 시티즌                                       | 춘천송암스포츠타운, 춘천                                                                           |  |  |
| 19:00 UTC+9          | 양민혁 41′ · 이상헌 63′ · 야고 72′ |       | 2′ 정강민 · 21′ 이준규 · 90+12′ (페널티) 페니엘 음라파 | 관중 수: 4,236 심판: 최현재 부심: 성주경, 구은석 맨 오브 더 매치: 페니엘 음라파 (대전 하나 시티즌) |  |  |
|                      |                                    |       |                                                        | |  |  |

| 2024년 5월 11일 (토) | 대구 FC                                      | 3 - 2 | 광주 FC                | DGB대구은행파크, 대구                                                            |  |  |
| 19:00 UTC+9          | 박용희 7′ · 정재상 26′ · 세징야 87′ (페널티) |       | 5′ 이건희 · 10′ 변준수 | 관중 수: 11,967 심판: 김우성 부심: 방기열, 천진희 맨 오브 더 매치: 세징야 (대구) |  |  |
|                      |                                              |       |                        |                                                                                  |  |  |

| 2024년 5월 12일 (일) | 전북 현대 모터스                 | 2 - 3 | 수원 FC                        | 전주월드컵경기장, 전주                                                              |  |  |
| 14:00 UTC+9          | 문선민 25′ · 박재용 35′ (페널티) |       | 57′, 80′ 이승우 · 84′ 안데르송 | 관중 수: 13,009 심판: 정동식 부심: 김지욱, 설귀선 맨 오브 더 매치: 이승우 (수원 FC) |  |  |
|                      |                                  |       |                                |                                                                                     |  |  |

| 2024년 5월 12일 (일) | 포항 스틸러스 | 1 - 1 | 제주 유나이티드       | 포항 스틸야드, 포항                                                                                   |  |  |
| 16:30 UTC+9          | 홍윤상 13′    |       | 90′ 이탈루 바르셀루스 | 관중 수: 9,577 심판: 고형진 부심: 윤재열, 박상준 맨 오브 더 매치: 이탈루 바르셀루스 (제주 유나이티드) |  |  |
|                      |               |       |                       | |  |  |

| 2024년 5월 12일 (일) | 울산 HD FC                        | 2 - 2 | 김천 상무                          | 울산문수축구경기장, 울산                                                              |  |  |
| 16:30 UTC+9          | 구스타브 루드빅손 3′ · 김영권 52′ |       | 29′ (페널티) 김대원 · 90+4′ 김태현 | 관중 수: 16,394 심판: 박병진 부심: 박균용, 곽승순 맨 오브 더 매치: 김태현 (김천 상무) |  |  |
|                      |                                   |       |                                    |                                                                                       |  |  |

### 라운드 13 (5월 18-19일 토/일)
| 2024년 5월 18일 (토) | 대전 하나 시티즌 | 0 - 1 | 인천 유나이티드 | 대전월드컵경기장, 대전                                                                      |  |  |
| 16:30 UTC+9          |                  |       | 49′ 문지환      | 관중 수: 10,535 심판: 김대용 부심: 윤재열, 박상준 맨 오브 더 매치: 문지환 (인천 유나이티드) |  |  |
|                      |                  |       |                 |                                                                                             |  |  |

| 2024년 5월 18일 (토) | 김천 상무  | 1 - 0 | 제주 유나이티드 | 김천종합운동장, 김천                                                                 |  |  |
| 19:00 UTC+9          | 김태현 47′ |       |                 | 관중 수: 2,279 심판: 이동준 부심: 김지욱, 방기열 맨 오브 더 매치: 김태현 (김천 상무) |  |  |
|                      |            |       |                 |                                                                                      |  |  |

| 2024년 5월 19일 (토) | 광주 FC | 0 - 3 | 전북 현대 모터스                      | 광주축구전용구장, 광주                                                                      |  |  |
| 16:30 UTC+9          |         |       | 28′ (페널티) 송민규 · 31′, 47′ 전병관 | 관중 수: 8,091 심판: 김희곤 부심: 곽승순, 구은석 맨 오브 더 매치: 전병관 (전북 현대 모터스) |  |  |
|                      |         |       |                                       |                                                                                             |  |  |

| 2024년 5월 19일 (토) | 강원 FC  | 1 - 0 | 울산 HD FC | 춘천송암스포츠타운, 춘천                                                      |  |  |
| 16:30 UTC+9          | 야고 66′ |       |            | 관중 수: 7,850 심판: 채상협 부심: 김계용, 천진희 맨 오브 더 매치: 야고 (강원) |  |  |
|                      |          |       |            |                                                                               |  |  |

| 2024년 5월 19일 (토) | FC 서울                     | 1 - 2 | 대구 FC                        | 서울월드컵경기장, 서울                                                           |  |  |
| 16:30 UTC+9          | 스타니슬라프 일류첸코 90+4′ |       | 57′ (자책골) 최준 · 70′ 박용희 | 관중 수: 27,365 심판: 김종혁 부심: 박균용, 장종필 맨 오브 더 매치: 박용희 (대구) |  |  |
|                      |                             |       |                                |                                                                                  |  |  |

| 2024년 5월 19일 (토) | 수원 FC    | 1 - 0 | 포항 스틸러스 | 수원종합운동장, 수원                                                               |  |  |
| 19:00 UTC+9          | 정승원 46′ |       |               | 관중 수: 5,126 심판: 신용준 부심: 성주경, 강동호 맨 오브 더 매치: 정승원 (수원 FC) |  |  |
|                      |            |       |               |                                                                                    |  |  |

### 라운드 14 (5월 25-26일 토/일)
| 2024년 5월 25일 (토) | 전북 현대 모터스 | 0 - 0 | 김천 상무 | 전주월드컵경기장, 전주                                                                |  |  |
| 14:00 UTC+9          |                  |       |           | 관중 수: 11,726 심판: 최현재 부심: 김계용, 천진희 맨 오브 더 매치: 김준홍 (김천 상무) |  |  |
|                      |                  |       |           |                                                                                       |  |  |

| 2024년 5월 25일 (토) | 울산 HD FC                                             | 4 - 1 | 대전 하나 시티즌 | 울산문수축구경기장, 울산                                                                       |  |  |
| 16:30 UTC+9          | 김민우 36′ · 구스타브 루드빅손 65′, 76′ · 주민규 90+3′ |       | 70′ 임덕근       | 관중 수: 14,676 심판: 김용우 부심: 박균용, 방기열 맨 오브 더 매치: 구스타브 루드빅손 (울산 HD) |  |  |
|                      |                                                        |       |                  |                                                                                                |  |  |

| 2024년 5월 25일 (토) | 인천 유나이티드              | 1 - 1 | 광주 FC    | 인천축구전용구장, 인천                                                                           |  |  |
| 19:00 UTC+9          | 스테판 무고사 90+9′ (페널티) |       | 47′ 최경록 | 관중 수: 9107 심판: 박병진 부심: 성주경, 강동호 맨 오브 더 매치: 스테판 무고사 (인천 유나이티드) |  |  |
|                      |                              |       |            |                                                                                                  |  |  |

| 2024년 5월 25일 (토) | 포항 스틸러스                            | 2 - 2 | FC 서울                                | 포항 스틸야드                                                                             |  |  |
| 19:00 UTC+9          | 이태석 5′ (자책골) · 이호재 85′ (페널티) |       | 42′ 스타니슬라프 일류첸코 · 87′ 임상협 | 관중 수: 13,467 심판: 정동식 부심: 김지욱, 설귀선 맨 오브 더 매치: 이호재 (포항 스틸러스) |  |  |
|                      |                                          |       |                                        |                                                                                           |  |  |

| 2024년 5월 26일 (일) | 대구 FC    | 1 - 2 | 강원 FC                   | DGB대구은행파크, 대구                                                            |  |  |
| 16:30 UTC+9          | 장성원 76′ |       | 53′ 김이석 · 90+2′ 황문기 | 관중 수: 11,977 심판: 고형진 부심: 윤재열, 박상준 맨 오브 더 매치: 황문기 (강원) |  |  |
|                      |            |       |                           |                                                                                  |  |  |

| 2024년 5월 26일 (일) | 제주 유나이티드 | 1 - 0 | 수원 FC | 제주월드컵경기장, 서귀포                                                                  |  |  |
| 19:00 UTC+9          | 서진수 12′      |       |         | 관중 수: 3052 심판: 김우성 부심: 곽승순, 구은석 맨 오브 더 매치: 서진수 (제주 유나이티드) |  |  |
|                      |                 |       |         |                                                                                           |  |  |

### 라운드 15 (5월 28-29일 화/수)
| 2024년 5월 28일 (화) | 광주 FC | 0 - 1 | 포항 스틸러스 | 광주축구전용구장, 광주                                                                  |  |  |
| 19:30 UTC+9          |         |       | 6′ 김동진     | 관중 수: 2687 심판: 김종혁 부심: 박균용, 장종필 맨 오브 더 매치: 김동진 (포항 스틸러스) |  |  |
|                      |         |       |               |                                                                                         |  |  |

| 2024년 5월 28일 (화) | 김천 상무 | 0 - 0 | FC 서울 | 김천종합운동장, 김천                                                                |  |  |
| 19:30 UTC+9          |           |       |         | 관중 수: 3052 심판: 채상협 부심: 윤재열, 박상준 맨 오브 더 매치: 김준홍 (김천 상무) |  |  |
|                      |           |       |         |                                                                                     |  |  |

| 2024년 5월 29일 (수) | 강원 FC              | 2 - 1 | 전북 현대 모터스 | 춘천송암스포츠타운, 춘천                                                     |  |  |
| 19:30 UTC+9          | 양민혁 4′ · 야고 78′ |       | 24′ 이영재       | 관중 수: 6125 심판: 정동식 부심: 설귀선, 방기열 맨 오브 더 매치: 야고 (강원) |  |  |
|                      |                      |       |                  |                                                                              |  |  |

| 2024년 5월 29일 (수) | 대전 하나 시티즌 | 0 - 1 | 제주 유나이티드 | 대전월드컵경기장, 대전                                                                    |  |  |
| 19:30 UTC+9          |                  |       | 46′ 한종무      | 관중 수: 4759 심판: 김희곤 부심: 천진희, 성주경 맨 오브 더 매치: 한종무 (제주 유나이티드) |  |  |
|                      |                  |       |                 |                                                                                           |  |  |

| 2024년 5월 29일 (수) | 수원 FC                 | 2 - 0 | 대구 FC | 수원종합운동장, 수원                                                              |  |  |
| 19:30 UTC+9          | 강상윤 59′ · 이승우 83′ |       |         | 관중 수: 2328 심판: 김대용 부심: 김계용, 김지욱 맨 오브 더 매치: 강상윤 (수원 FC) |  |  |
|                      |                         |       |         |                                                                                   |  |  |

| 2024년 5월 29일 (수) | 인천 유나이티드   | 1 - 1 | 울산 HD FC | 인천축구전용구장, 인천                                                            |  |  |
| 19:30 UTC+9          | 폴조제 음포쿠 48′ |       | 81′ 엄원상 | 관중 수: 8413 심판: 신용준 부심: 설귀선, 곽승순 맨 오브 더 매치: 엄원상 (울산 HD) |  |  |
|                      |                   |       |            |                                                                                   |  |  |

### 라운드 16 (6월 1-2일 토/일)
| 2024년 6월 1일 (토) | 울산 HD FC          | 1 - 0 | 전북 현대 모터스 | 울산문수축구경기장, 울산                                                                   |  |  |
| 16:30 UTC+9         | 에사카 아타루 90+4′ |       |                  | 관중 수: 29,007 심판: 고형진 부심: 윤재열, 박상준 맨 오브 더 매치: 에사카 아타루 (울산 HD) |  |  |
|                     |                     |       |                  |                                                                                            |  |  |

| 2024년 6월 1일 (토) | 김천 상무                                          | 3 - 1 | 포항 스틸러스       | 김천종합운동장, 김천                                                                 |  |  |
| 19:00 UTC+9         | 강현묵 71′ · 유강현 90+8′ (페널티) · 최기윤 90+10′ |       | 90′ (페널티) 조르지 | 관중 수: 4,574 심판: 최현재 부심: 광승순, 천진희 맨 오브 더 매치: 강현묵 (김천 상무) |  |  |
|                     |                                                    |       |                     |                                                                                      |  |  |

| 2024년 6월 1일 (토) | 수원 FC                                  | 3 - 1 | 인천 유나이티드            | 수원종합운동장, 수원                                                               |  |  |
| 19:00 UTC+9         | 이승우 27′ · 정승원 45+4′ · 장영우 90+7′ |       | 66′ (페널티) 스테판 무고샤 | 관중 수: 7,511 심판: 김용우 부심: 박균용, 방기열 맨 오브 더 매치: 이승우 (수원 FC) |  |  |
|                     |                                          |       |                            |                                                                                    |  |  |

| 2024년 6월 2일 (일) | 대전 하나 시티즌  | 1 - 0 | 대구 FC | 대전월드컵경기장, 대전                                                                     |  |  |
| 16:30 UTC+9         | 페니엘 음라파 84′ |       |         | 관중 수: 9649 심판: 박병진 부심: 구은석, 강동호 맨 오브 더 매치: 음라파 (대전 하나 시티즌) |  |  |
|                     |                   |       |         |                                                                                            |  |  |

| 2024년 6월 2일 (일) | 제주 유나이티드 | 1 - 2 | 강원 FC              | 제주월드컵경기장, 제주도 서귀포                                                |  |  |
| 16:30 UTC+9         | 안태현 73′      |       | 4′ 송준석 · 42′ 야고 | 관중 수: 6534 심판: 정동식 부심: 김계용, 설귀선 맨 오브 더 매치: 송준석 (강원) |  |  |
|                     |                 |       |                      |                                                                                |  |  |

| 2024년 6월 2일 (일) | FC 서울      | 1 - 2 | 광주 FC                        | 서울월드컵경기장, 서울                                                                  |  |  |
| 19:00 UTC+9         | 권완규 45+1′ |       | 23′ 이건희 · 77′ 베카 미켈타제 | 관중 수: 21,100 심판: 김우성 부심: 성주경, 김지욱 맨 오브 더 매치: 베카 미켈타제 (광주) |  |  |
|                     |              |       |                                |                                                                                         |  |  |

### 라운드 17 (6월 15-16일 토/일)
| 2024년 6월 15일 (토) | 포항 스틸러스 | 1 - 1 | 대전 하나 시티즌    | 포항 스틸야드, 포항                                                                     |  |  |
| 18:00 UTC+9          | 허용준 25′    |       | 15′ (자책골) 이동희 | 관중 수: 8422 심판: 김대용 부심: 김지욱, 방기열 맨 오브 더 매치: 허용준 (포항 스틸러스) |  |  |
|                      |               |       |                     |                                                                                         |  |  |

| 2024년 6월 15일 (토) | 광주 FC                 | 2 - 0 | 김천 상무 | 광주축구전용구장, 광주                                                         |  |  |
| 19:00 UTC+9          | 박태준 76′ · 엄지성 89′ |       |           | 관중 수: 4561 심판: 고형진 부심: 구은석, 강동호 맨 오브 더 매치: 박태준 (광주) |  |  |
|                      |                         |       |           |                                                                                |  |  |

| 2024년 6월 15일 (토) | 강원 FC                            | 3 - 1 | 수원 FC    | 춘천송암스포츠타운, 춘천                                                     |  |  |
| 20:00 UTC+9          | 유인수 13′ · 야고 56′ · 양민혁 66′ |       | 55′ 이승우 | 관중 수: 9704 심판: 신용준 부심: 곽승순, 천진희 맨 오브 더 매치: 야고 (강원) |  |  |
|                      |                                    |       |            |                                                                              |  |  |

| 2024년 6월 16일 (일) | 울산 HD FC                      | 2 - 2 | FC 서울                        | 울산문수축구경기장, 울산                                                                           |  |  |
| 18:00 UTC+9          | 주민규 2′ · 이태석 43′ (자책골) |       | 52′, 77′ 스타니슬라프 일류첸코 | 관중 수: 23,856 심판: 김종혁 부심: 박균용, 장종필 맨 오브 더 매치: 스타니슬라프 일류첸코 (FC 서울) |  |  |
|                      |                                 |       |                                | |  |  |

| 2024년 6월 16일 (일) | 전북 현대 모터스 | 2 - 2 | 인천 유나이티드           | 전주월드컵경기장, 전주                                                                |  |  |
| 18:00 UTC+9          | 문선민 9′, 71′   |       | 77′ 김도혁 · 90+1′ 김성민 | 관중 수: 11,477 심판: 채상협 부심: 김계용, 설귀선 맨 오브 더 매치: 문선민 (전북 현대) |  |  |
|                      |                  |       |                           |                                                                                       |  |  |

| 2024년 6월 16일 (일) | 대구 FC    | 1 - 0 | 제주 유나이티드 | DGB대구은행파크, 대구                                                          |  |  |
| 19:00 UTC+9          | 벨톨라 24′ |       |                 | 관중 수: 9885 심판: 이동준 부심: 윤재열, 성주경 맨 오브 더 매치: 벨톨라 (대구) |  |  |
|                      |            |       |                 |                                                                                |  |  |

### 라운드 18 (6월 22-23일 토/일)
| 2024년 6월 22일 (토) | 대구 FC                                      | 3 - 0 | 전북 현대 모터스 | DGB대구은행파크, 대구                                                            |  |  |
| 18:00 UTC+9          | 요시노 쿄헤이 40′ · 세징야 61′ (페널티), 81′ |       |                  | 관중 수: 10,540 심판: 김우성 부심: 구은석, 방기열 맨 오브 더 매치: 세징야 (대구) |  |  |
|                      |                                              |       |                  |                                                                                  |  |  |

| 2024년 6월 22일 (토) | 강원 FC                | 2 - 3 | 김천 상무                              | 강릉종합운동장, 강릉                                                                  |  |  |
| 19:00 UTC+9          | 김대우 2′ · 조진혁 36′ |       | 24′ 서민우 · 40′ 모재현 · 45+4′ 유강현 | 관중 수: 11,578 심판: 박병진 부심: 설귀선, 김지욱 맨 오브 더 매치: 유강현 (김천 상무) |  |  |
|                      |                        |       |                                        |                                                                                       |  |  |

| 2024년 6월 22일 (토) | 대전 하나 시티즌          | 2 - 1 | 광주 FC          | 대전월드컵경기장, 대전                                                                     |  |  |
| 19:00 UTC+9          | 천성훈 69′ · 송창석 90+5′ |       | 5′ 베카 미켈타제 | 관중 수: 7350 심판: 김종혁 부심: 김계용, 성주경 맨 오브 더 매치: 송창석 (대전 하나 시티즌) |  |  |
|                      |                           |       |                  |                                                                                            |  |  |

| 2024년 6월 22일 (토) | FC 서울                                | 3 - 0 | 수원 FC | 서울월드컵경기장, 서울                                                              |  |  |
| 20:00 UTC+9          | 박성훈 22′ · 강성진 87′ · 윌리안 90+6′ |       |         | 관중 수: 25,157 심판: 고형진 부심: 윤재열, 박상준 맨 오브 더 매치: 박성훈 (FC 서울) |  |  |
|                      |                                        |       |         |                                                                                     |  |  |

| 2024년 6월 23일 (일) | 인천 유나이티드 | 1 - 3 | 포항 스틸러스                | 인천축구전용구장, 인천                                                                  |  |  |
| 18:00 UTC+9          | 김보섭 79′      |       | 27′ 허용준 · 51′, 72′ 이호재 | 관중 수: 8198 심판: 정동식 부심: 박균용, 이영운 맨 오브 더 매치: 이호재 (포항 스틸러스) |  |  |
|                      |                 |       |                              |                                                                                         |  |  |

| 2024년 6월 23일 (일) | 제주 유나이티드          | 2 - 3 | 울산 HD FC                     | 제주월드컵경기장, 제주도 서귀포                                                   |  |  |
| 18:00 UTC+9          | 헤이스 23′, 78′ (페널티) |       | 45+4′, 83′ 주민규 · 64′ 김민우 | 관중 수: 6557 심판: 김용우 부심: 곽승순, 강동호 맨 오브 더 매치: 주민규 (울산 HD) |  |  |
|                      |                          |       |                                |                                                                                   |  |  |

### 라운드 19 (6월 25-26일 화/수)
| 2024년 6월 25일 (화) | 김천 상무         | 2 - 0 | 대전 하나 시티즌 | 김천종합운동장, 김천                                                                |  |  |
| 19:30 UTC+9          | 최기윤 77′, 90+4′ |       |                  | 관중 수: 1925 심판: 신용준 부심: 윤재열, 박균용 맨 오브 더 매치: 최기윤 (김천 상무) |  |  |
|                      |                   |       |                  |                                                                                     |  |  |

| 2024년 6월 25일 (화) | 수원 FC    | 1 - 0 | 광주 FC | 수원종합운동장, 수원                                                              |  |  |
| 19:30 UTC+9          | 정승원 75′ |       |         | 관중 수: 3596 심판: 정동식 부심: 김지욱, 설귀선 맨 오브 더 매치: 정승원 (수원 FC) |  |  |
|                      |            |       |         |                                                                                   |  |  |

| 2024년 6월 26일 (수) | FC 서울                               | 2 - 0 | 강원 FC | 서울월드컵경기장, 서울                                                              |  |  |
| 19:30 UTC+9          | 제시 린가드 56′ (페널티) · 류재문 73′ |       |         | 관중 수: 13,303 심판: 김용우 부심: 김계용, 방기열 맨 오브 더 매치: 류재문 (FC 서울) |  |  |
|                      |                                       |       |         |                                                                                     |  |  |

| 2024년 6월 26일 (수) | 전북 현대 모터스 | 1 - 1 | 포항 스틸러스 | 전주월드컵경기장, 전주                                                                      |  |  |
| 19:30 UTC+9          | 티아고 16′       |       | 20′ 오베르단  | 관중 수: 6,546 심판: 이동준 부심: 곽승순, 강동호 맨 오브 더 매치: 티아고 (전북 현대 모터스) |  |  |
|                      |                  |       |               |                                                                                             |  |  |

| 2024년 6월 26일 (수) | 울산 HD FC          | 1 - 0 | 대구 FC | 울산문수축구경기장, 울산                                                              |  |  |
| 19:30 UTC+9          | 다리얀 보야니치 38′ |       |         | 관중 수: 10,273 심판: 박병진 부심: 성주경, 천진희 맨 오브 더 매치: 보야니치 (울산 HD) |  |  |
|                      |                     |       |         |                                                                                       |  |  |

| 2024년 6월 26일 (수) | 제주 유나이티드 | 1 - 0 | 인천 유나이티드 | 제주월드컵경기장, 제주도 서귀포                                                            |  |  |
| 19:30 UTC+9          | 헤이스 72′      |       |                 | 관중 수: 3,044 심판: 최광호 부심: 구은석, 박상준 맨 오브 더 매치: 헤이스 (제주 유나이티드) |  |  |
|                      |                 |       |                 |                                                                                            |  |  |

### 라운드 20 (6월 29-30일 토/일)
| 2024년 6월 29일 (토) | 김천 상무               | 2 - 0 | 대구 FC | 김천종합운동장, 김천                                                                 |  |  |
| 18:00 UTC+9          | 최기윤 78′ · 박상혁 81′ |       |         | 관중 수: 3,832 심판: 설태환 부심: 김계용, 강동호 맨 오브 더 매치: 최기윤 (김천 상무) |  |  |
|                      |                         |       |         |                                                                                      |  |  |

| 2024년 6월 29일 (토) | 전북 현대 모터스 | 1 - 5 | FC 서울                                                                     | 전주월드컵경기장, 전주                                                              |  |  |
| 19:00 UTC+9          | 티아고 67′       |       | 24′ 권완규 · 45+2′ 한승규 · 61′ 이승모 · 89′ 강성진 · 90+8′ 호날두 타바르스 | 관중 수: 12,508 심판: 신용준 부심: 김지욱, 설귀선 맨 오브 더 매치: 권완규 (FC 서울) |  |  |
|                      |                  |       |                                                                             |                                                                                     |  |  |

| 2024년 6월 29일 (토) | 대전 하나 시티즌 | 0 - 2 | 수원 FC                   | 대전월드컵경기장, 대전                                                               |  |  |
| 20:00 UTC+9          |                  |       | 16′ 안데르송 · 82′ 정승원 | 관중 수: 5,290 심판: 이동준 부심: 구은석, 방기열 맨 오브 더 매치: 안데르송 (수원 FC) |  |  |
|                      |                  |       |                           |                                                                                      |  |  |

| 2024년 6월 30일 (일) | 포항 스틸러스                   | 2 - 1 | 울산 HD FC | 포항 스틸야드, 포항                                                                       |  |  |
| 18:00 UTC+9          | 홍윤상 2′ · 이호재 19′ (페널티) |       | 25′ 고승범 | 관중 수: 13,079 심판: 고형진 부심: 윤재열, 박상준 맨 오브 더 매치: 홍윤상 (포항 스틸러스) |  |  |
|                      |                                 |       |            |                                                                                           |  |  |

| 2024년 6월 30일 (일) | 광주 FC                  | 2 - 1 | 제주 유나이티드 | 광주축구전용구장, 광주                                                            |  |  |
| 19:00 UTC+9          | 신창무 8′ · 가브리엘 90′ |       | 23′ 안태현      | 관중 수: 2,389 심판: 김대용 부심: 박균용, 천진희 맨 오브 더 매치: 가브리엘 (광주) |  |  |
|                      |                          |       |                 |                                                                                   |  |  |

| 2024년 6월 30일 (일) | 인천 유나이티드 | 0 - 1 | 강원 FC           | 인천축구전용구장, 인천                                                                 |  |  |
| 19:00 UTC+9          |                 |       | 71′ 야구 카리엘루 | 관중 수: 6,164 심판: 채상협 부심: 성주경, 곽승순 맨 오브 더 매치: 야구 카리엘루 (강원) |  |  |
|                      |                 |       |                   |                                                                                        |  |  |

### 라운드 21 (7월 5~7일 금/토/일)
| 2024년 7월 5일 (금) | 인천 유나이티드   | 1 - 1 | 김천 상무  | 인천축구전용구장, 인천                                                                           |  |  |
| 19:30 UTC+9         | 스테판 무고샤 90′ |       | 40′ 박상혁 | 관중 수: 7012 심판: 김희곤 부심: 박상준, 설귀선 맨 오브 더 매치: 스테판 무고샤 (인천 유나이티드) |  |  |
|                     |                   |       |            |                                                                                                  |  |  |

| 2024년 7월 5일 (금) | 수원 FC    | 1 - 1 | 울산 HD FC        | 수원종합운동장, 수원                                                              |  |  |
| 19:30 UTC+9         | 강상윤 73′ |       | 61′ 에사카 아타루 | 관중 수: 7378 심판: 김용우 부심: 곽승순, 성주경 맨 오브 더 매치: 강상윤 (수원 FC) |  |  |
|                     |            |       |                   |                                                                                   |  |  |

| 2024년 7월 6일 (토) | 제주 유나이티드                     | 3 - 2 | FC 서울                        | 제주월드컵경기장, 제주도 서귀포                                                             |  |  |
| 19:00 UTC+9         | 서진수 7′ · 임창우 24′ · 한종무 89′ |       | 53′, 72′ 스타니슬라프 일류첸코 | 관중 수: 12,409 심판: 고형진 부심: 김계용, 방기열 맨 오브 더 매치: 한종무 (제주 유나이티드) |  |  |
|                     |                                     |       |                                |                                                                                             |  |  |

| 2024년 7월 6일 (토) | 대구 FC                      | 3 - 3 | 포항 스틸러스                          | DGB대구은행파크, 대구                                                            |  |  |
| 19:30 UTC+9         | 세징야 29′, 87′ · 에드가 62′ |       | 45+6′ 정재희 · 55′ 홍윤상 · 68′ 이호재 | 관중 수: 11,881 심판: 김종희 부심: 김지욱, 주현민 맨 오브 더 매치: 세징야 (대구) |  |  |
|                     |                              |       |                                        |                                                                                  |  |  |

| 2024년 7월 7일 (일) | 대전 하나 시티즌                   | 2 - 2 | 전북 현대 모터스        | 대전월드컵경기장, 대전                                                                       |  |  |
| 19:00 UTC+9         | 천성훈 68′ (페널티) · 김준범 90+1′ |       | 21′ 송민규 · 54′ 티아고 | 관중 수: 10,378 심판: 최현재 부심: 강동호, 천진희 맨 오브 더 매치: 김준범 (대전 하나 시티즌) |  |  |
|                     |                                    |       |                         |                                                                                              |  |  |

| 2024년 7월 7일 (일) | 강원 FC                          | 2 - 0 | 광주 FC | 강릉종합운동장, 강릉                                                             |  |  |
| 19:00 UTC+9         | 정한민 34′ · 김진호 82′ (자책골) |       |         | 관중 수: 10,334 심판: 김우성 부심: 윤재열, 구은석 맨 오브 더 매치: 정한민 (강원) |  |  |
|                     |                                  |       |         |                                                                                  |  |  |

### 라운드 22 (7월 9-10일 화/수)
| 2024년 7월 9일 (화) | 김천 상무                        | 2 - 3 | 수원 FC                                         | 김천종합운동장, 김천                                                                |  |  |
| 19:30 UTC+9         | 장영우 54′ (자책골) · 서민우 75′ |       | 10′ (자책골) 김동헌 · 45′ 지동원 · 78′ 윤빛가람 | 관중 수: 1085 심판: 김대용 부심: 구은석, 방기열 맨 오브 더 매치: 윤빛가람 (수원 FC) |  |  |
|                     |                                  |       |                                                 |                                                                                     |  |  |

| 2024년 7월 9일 (화) | 대구 FC | 0 - 0 | 인천 유나이티드 | DGB대구은행파크, 대구                                               |  |  |
| 19:30 UTC+9         |         |       |                 | 관중 수: 7152 심판: 이동준 부심: 윤재열, 곽승순 맨 오브 더 매치: () |  |  |
|                     |         |       |                 |                                                                     |  |  |

| 2024년 7월 10일 (수) | 울산 HD FC | 0 - 1 | 광주 FC    | 울산문수축구경기장, 울산                                                        |  |  |
| 19:30 UTC+9          |            |       | 67′ 이희균 | 관중 수: 9,444 심판: 신용준 부심: 김지욱, 천진희 맨 오브 더 매치: 이희균 (광주) |  |  |
|                      |            |       |            |                                                                                 |  |  |

| 2024년 7월 10일 (수) | 포항 스틸러스             | 2 - 0 | 강원 FC | 포항 스틸야드, 포항                                                               |  |  |
| 19:30 UTC+9          | 오베르당 50′ · 윤민호 76′ |       |         | 관중 수: 5,287 심판: 박병진 부심: 김계용, 강동호 맨 오브 더 매치: 오베르당 (포항) |  |  |
|                      |                           |       |         |                                                                                   |  |  |

| 2024년 7월 10일 (수) | 전북 현대 모터스       | 2 - 1 | 제주 유나이티드 | 전주월드컵경기장, 전주                                                                      |  |  |
| 19:30 UTC+9          | 전병관 2′ · 티아고 69′ |       | 1′ 안태현       | 관중 수: 5,560 심판: 채상협 부심: 박상준, 설귀선 맨 오브 더 매치: 티아고 (전북 현대 모터스) |  |  |
|                      |                        |       |                 |                                                                                             |  |  |

| 2024년 7월 10일 (수) | FC 서울                      | 2 - 1 | 대전 하나 시티즌 | 서울월드컵경기장, 서울                                                                   |  |  |
| 19:30 UTC+9          | 조영욱 60′ · 제시 린가드 65′ |       | 7′ 페니엘 음라파 | 관중 수: 15,037 심판: 김종혁 부심: 박균용, 장종필 맨 오브 더 매치: 제시 린가드 (FC 서울) |  |  |
|                      |                              |       |                  |                                                                                          |  |  |

### 라운드 23 (7월 13-14일 토/일)
| 2024년 7월 13일 (토) | 울산 HD FC   | 1 - 0 | FC 서울 | 울산문수축구경기장, 울산                                                            |  |  |
| 19:00 UTC+9          | 주민규 90+3′ |       |         | 관중 수: 21,064 심판: 김우성 부심: 구은석, 강동호 맨 오브 더 매치: 주민규 (울산 HD) |  |  |
|                      |              |       |         |                                                                                     |  |  |

| 2024년 7월 13일 (토) | 제주 유나이티드                          | 2 - 1 | 포항 스틸러스 | 제주월드컵경기장, 제주도 서귀포                                                            |  |  |
| 19:30 UTC+9          | 헤이스 63′ · 유리 조나탕 90+11′ (페널티) |       | 60′ 홍윤상    | 관중 수: 4,412 심판: 김용우 부심: 성주경, 홍석찬 맨 오브 더 매치: 헤이스 (제주 유나이티드) |  |  |
|                      |                                          |       |               |                                                                                            |  |  |

| 2024년 7월 13일 (토) | 대전 하나 시티즌 | 1 - 1 | 강원 FC    | 대전월드컵경기장, 대전                                                                      |  |  |
| 19:30 UTC+9          | 박정인 28′       |       | 78′ 유인수 | 관중 수: 7,147 심판: 김대용 부심: 곽승순, 천진희 맨 오브 더 매치: 박정인 (대전 하나 시티즌) |  |  |
|                      |                  |       |            |                                                                                             |  |  |

| 2024년 7월 14일 (일) | 광주 FC | 0 - 2 | 인천 유나이티드                                  | 광주축구전용구장, 광주                                                                           |  |  |
| 19:00 UTC+9          |         |       | 44′ 마테이 요니치 · 83′ (자책골) 가브리엘 티그랑 | 관중 수: 2969 심판: 고형진 부심: 김계용, 방기열 맨 오브 더 매치: 마테이 요니치 (인천 유나이티드) |  |  |
|                      |         |       |                                                  |                                                                                                  |  |  |

| 2024년 7월 14일 (일) | 수원 FC                 | 2 - 2 | 대구 FC                 | 수원종합운동장, 수원                                                              |  |  |
| 19:00 UTC+9          | 지동원 43′ · 권경원 90′ |       | 54′ 에드가 · 66′ 박세진 | 관중 수: 5594 심판: 설태환 부심: 윤재열, 박상준 맨 오브 더 매치: 권경원 (수원 FC) |  |  |
|                      |                         |       |                         |                                                                                   |  |  |

| 2024년 7월 14일 (일) | 김천 상무                                                      | 4 - 0 | 전북 현대 모터스 | 김천종합운동장, 김천                                                                |  |  |
| 19:00 UTC+9          | 이동경 31′ (페널티) · 김대원 69′ · 박상혁 90+3′ · 맹성웅 90+6′ |       |                  | 관중 수: 3524 심판: 김종혁 부심: 김지욱, 박균용 맨 오브 더 매치: 김대원 (김천 상무) |  |  |
|                      |                                                                |       |                  |                                                                                     |  |  |

### 라운드 24 (7월 20-21일 토/일)
| 2024년 7월 20일 (토) | 전북 현대 모터스            | 2 - 0 | 울산 HD FC | 전주월드컵경기장, 전주                                                                     |  |  |
| 19:00 UTC+9          | 티아고 78′ · 안드리고 90+7′ |       |            | 관중 수: 18,753 심판: 김대용 부심: 김계용, 방기 맨 오브 더 매치: 티아고 (전북 현대 모터스) |  |  |
|                      |                             |       |            |                                                                                            |  |  |

| 2024년 7월 20일 (토) | 강원 FC                                                     | 4 - 0 | 제주 유나이티드 | 강릉종합운동장, 강릉                                                             |  |  |
| 19:30 UTC+9          | 정운 14′ (자책골) · 양민혁 24′, 65′ · 프란코 코바체비치 28′ |       |                 | 관중 수: 10,710 심판: 신용준 부심: 구은석, 김지욱 맨 오브 더 매치: 양민혁 (강원) |  |  |
|                      |                                                             |       |                 |                                                                                  |  |  |

| 2024년 7월 21일 (토) | 대전 하나 시티즌 | 1 - 2 | 포항 스틸러스           | 대전월드컵경기장, 대전                                                                  |  |  |
| 19:00 UTC+9          | 김준범 2′        |       | 47′ 홍윤상 · 48′ 이호재 | 관중 수: 6635 심판: 이동준 부심: 설귀선, 강동호 맨 오브 더 매치: 이호재 (포항 스틸러스) |  |  |
|                      |                  |       |                         |                                                                                         |  |  |

| 2024년 7월 21일 (일) | FC 서울                   | 1 - 0 | 김천 상무 | 서울월드컵경기장, 서울                                                             |  |  |
| 19:00 UTC+9          | 스타니슬라프 일류첸코 51′ |       |           | 관중 수: 18,577 심판: 김용우 부심: 윤재열, 박상준 맨 오브 더 매치: 일류첸코 (서울) |  |  |
|                      |                           |       |           |                                                                                    |  |  |

| 2024년 7월 21일 (일) | 대구 FC | 0 - 1 | 광주 FC           | DGB대구은행파크, 대구                                                                   |  |  |
| 19:00 UTC+9          |         |       | 35′ 베카 미켈타제 | 관중 수: 10,721 심판: 김종혁 부심: 박균용, 장종필 맨 오브 더 매치: 베카 미켈타제 (광주) |  |  |
|                      |         |       |                   |                                                                                         |  |  |

| 2024년 7월 21일 (일) | 인천 유나이티드   | 1 - 4 | 수원 FC                                             | 인천축구전용구장, 인천                                                              |  |  |
| 19:00 UTC+9          | 스테판 무고샤 49′ |       | 15′ 강상윤 · 27′ 정승원 · 78′ 박철우 · 90+2′ 이승우 | 관중 수: 10,303 심판: 채상협 부심: 곽승순, 성주경 맨 오브 더 매치: 이승우 (수원 FC) |  |  |
|                      |                   |       |                                                     |                                                                                     |  |  |

### 라운드 25 (7월 26~28일 금/토/일)
| 2024년 7월 26일 (금) | 강원 FC                                   | 4 - 2 | 전북 현대 모터스        | 강릉종합운동장, 강릉                                                             |  |  |
| 19:30 UTC+9          | 양민혁 33′ · 김경민 55′, 63′ · 진준서 86′ |       | 62′ 송민규 · 71′ 김진규 | 관중 수: 12,272 심판: 고형진 부심: 윤재열, 박균용 맨 오브 더 매치: 김경민 (강원) |  |  |
|                      |                                           |       |                         |                                                                                  |  |  |

| 2024년 7월 26일 (금) | 제주 유나이티드 | 1 - 0 | 울산 HD FC | 제주월드컵경기장, 제주도 서귀포                                                           |  |  |
| 19:30 UTC+9          | 홍준호 90+2′    |       |            | 관중 수: 7346 심판: 김희곤 부심: 박상준, 김태형 맨 오브 더 매치: 홍준호 (제주 유나이티드) |  |  |
|                      |                 |       |            |                                                                                           |  |  |

| 2024년 7월 27일 (토) | 광주 FC     | 1 - 0 | 수원 FC | 광주축구전용구장, 광주                                                           |  |  |
| 19:00 UTC+9          | 가브리엘 5′ |       |         | 관중 수: 4239 심판: 송민석 부심: 구은석, 설귀선 맨 오브 더 매치: 가브리엘 (광주) |  |  |
|                      |             |       |         |                                                                                  |  |  |

| 2024년 7월 27일 (토) | 대구 FC           | 1 - 1 | 대전 하나 시티즌 | DGB대구은행파크, 대구                                                                   |  |  |
| 19:30 UTC+9          | 요시노 교헤이 16′ |       | 45′ 켈빈         | 관중 수: 11,373 심판: 김우성 부심: 곽승순, 방기열 맨 오브 더 매치: 요시노 교헤이 (대구) |  |  |
|                      |                   |       |                  |                                                                                         |  |  |

| 2024년 7월 27일 (토) | 인천 유나이티드 | 0 - 1 | FC 서울    | 인천축구전용구장, 인천                                                              |  |  |
| 19:30 UTC+9          |                 |       | 47′ 강주혁 | 관중 수: 15,213 심판: 정동식 부심: 김계용, 강동호 맨 오브 더 매치: 강주혁 (FC 서울) |  |  |
|                      |                 |       |            |                                                                                     |  |  |

| 2024년 7월 28일 (일) | 포항 스틸러스       | 1 - 2 | 김천 상무               | 포항 스틸야드, 포항                                                                   |  |  |
| 19:00 UTC+9          | 이호재 86′ (페널티) |       | 22′ 김대원 · 55′ 유강현 | 관중 수: 13,221 심판: 채상협 부심: 성주경, 김지욱 맨 오브 더 매치: 김대원 (김천 상무) |  |  |
|                      |                     |       |                         |                                                                                       |  |  |

### 라운드 26 (8월 9~11일 금/토/일)
| 2024년 8월 9일 (금) | 전북 현대 모터스 | 0 - 1 | 광주 FC           | 전주월드컵경기장, 전주                                                                  |  |  |
| 19:30 UTC+9         |                  |       | 70′ 야시르 아사니 | 관중 수: 15,178 심판: 박병진 부심: 박상준, 곽승순 맨 오브 더 매치: 야시르 아사니 (광주) |  |  |
|                     |                  |       |                   |                                                                                         |  |  |

| 2024년 8월 9일 (금) | 김천 상무           | 1 - 2 | 강원 FC           | 김천종합운동장, 김천                                                           |  |  |
| 19:30 UTC+9         | 김영빈 36′ (자책골) |       | 45+2′, 65′ 이상헌 | 관중 수: 3402 심판: 김대용 부심: 구은석, 천진희 맨 오브 더 매치: 이상헌 (강원) |  |  |
|                     |                     |       |                   |                                                                                |  |  |

| 2024년 8월 10일 (토) | 울산 HD FC          | 1 - 0 | 대구 FC | 울산문수축구경기장, 울산                                                            |  |  |
| 19:00 UTC+9          | 고명석 30′ (자책골) |       |         | 관중 수: 17,372 심판: 이동준 부심: 김계용, 설귀선 맨 오브 더 매치: 조현우 (울산 HD) |  |  |
|                      |                     |       |         |                                                                                     |  |  |

| 2024년 8월 10일 (토) | 제주 유나이티드 | 0 - 1 | 인천 유나이티드     | 제주월드컵경기장, 제주도 서귀포                                                                  |  |  |
| 19:30 UTC+9          |                 |       | 90+2′ 스테판 무고샤 | 관중 수: 6271 심판: 김용우 부심: 윤재열, 방기열 맨 오브 더 매치: 스테판 무고샤 (인천 유나이티드) |  |  |
|                      |                 |       |                     |                                                                                                  |  |  |

| 2024년 8월 10일 (토) | 수원 FC             | 1 - 2 | 대전 하나 시티즌                  | 수원종합운동장, 수원                                                                                |  |  |
| 19:30 UTC+9          | 정승원 43′ (페널티) |       | 12′ (페널티), 51′ 이시다 마사토시 | 관중 수: 5223 심판: 최현재 부심: 성주경, 김지욱 맨 오브 더 매치: 이시다 마사토시 (대전 하나 시티즌) |  |  |
|                      |                     |       |                                   | |  |  |

| 2024년 8월 11일 (일) | 포항 스틸러스 | 1 - 2 | FC 서울                | 포항 스틸야드, 포항                                                                 |  |  |
| 19:00 UTC+9          | 전민광 50′    |       | 4′ 조영욱 · 61′ 이승모 | 관중 수: 10,730 심판: 김종혁 부심: 박균용, 장종필 맨 오브 더 매치: 이승모 (FC 서울) |  |  |
|                      |               |       |                        |                                                                                     |  |  |

### 라운드 27 (8월 16~18일 금/토/일)
| 2024년 8월 16일 (금) | 대구 FC                      | 3 - 0 | 김천 상무 | DGB대구은행파크, 대구                                                          |  |  |
| 19:30 UTC+9          | 세징야 58′, 84′ · 정치인 60′ |       |           | 관중 수: 9817 심판: 김희곤 부심: 박상준, 방기열 맨 오브 더 매치: 세징야 (대구) |  |  |
|                      |                              |       |           |                                                                                |  |  |

| 2024년 8월 16일 (금) | FC 서울    | 1 - 0 | 제주 유나이티드 | 서울월드컵경기장, 서울                                                              |  |  |
| 19:30 UTC+9          | 루카스 22′ |       |                 | 관중 수: 18,029 심판: 신용준 부심: 성주경, 천진희 맨 오브 더 매치: 루카스 (FC 서울) |  |  |
|                      |            |       |                 |                                                                                     |  |  |

| 2024년 8월 17일 (토) | 전북 현대 모터스             | 2 - 1 | 포항 스틸러스 | 전주월드컵경기장, 전주                                                                       |  |  |
| 19:00 UTC+9          | 안드리고 44′ · 권창훈 90+10′ |       | 72′ 완데르송  | 관중 수: 14,814 심판: 김우성 부심: 윤재열, 김지욱 맨 오브 더 매치: 권창훈 (전북 현대 모터스) |  |  |
|                      |                              |       |               |                                                                                              |  |  |

| 2024년 8월 17일 (토) | 대전 하나 시티즌        | 2 - 1 | 인천 유나이티드   | 대전월드컵경기장, 대전                                                                   |  |  |
| 19:30 UTC+9          | 김재우 36′ · 구텍 90+6′ |       | 61′ 스테판 무고샤 | 관중 수: 8618 심판: 채상협 부심: 구은석, 강동호 맨 오브 더 매치: 구텍 (대전 하나 시티즌) |  |  |
|                      |                         |       |                   |                                                                                          |  |  |

| 2024년 8월 18일 (일) | 울산 HD FC            | v | 수원 FC                   | 울산문수축구경기장, 울산                                              |  |  |
| 19:00 UTC+9          | 구스타브 루드빅손 71′ |   | 42′ 손준호 · 54′ 안데르송 | 관중 수: 13,204 심판: 고형진 부심: 곽승순, 송봉근 맨 오브 더 매치: () |  |  |
|                      |                       |   |                           |                                                                       |  |  |

| 2024년 8월 18일 (일) | 강원 FC                                      | 3 - 2 | 광주 FC                                               | 강릉종합운동장, 강릉                                                                |  |  |
| 19:00 UTC+9          | 프란코 코바체비치 45+4′, 50′ · 헨리 호어 74′ |       | 14′ (페널티) 야시르 아사니 · 22′ (자책골) 마르코 투치 | 관중 수: 13,170 심판: 김종혁 부심: 김계용, 설귀선 맨 오브 더 매치: 헨리 호어 (강원) |  |  |
|                      |                                              |       |                                                       |                                                                                     |  |  |

### 라운드 28 (8월 24-25일 토/일)
| 2024년 8월 24일 (토) | 포항 스틸러스 | 1 - 2 | 대구 FC                 | 포항 스틸야드, 포항                                                              |  |  |
| 19:00 UTC+9          | 백성동 71′    |       | 49′ 황재원 · 50′ 카이오 | 관중 수: 10,691 심판: 정동식 부심: 성주경, 설귀선 맨 오브 더 매치: 황재원 (대구) |  |  |
|                      |               |       |                         |                                                                                  |  |  |

| 2024년 8월 24일 (토) | 인천 유나이티드 | 0 - 1 | 전북 현대 모터스 | 인천축구전용구장, 인천                                                                       |  |  |
| 19:30 UTC+9          |                 |       | 7′ 김진규        | 관중 수: 15,422 심판: 박병진 부심: 박상준, 박균용 맨 오브 더 매치: 김진규 (전북 현대 모터스) |  |  |
|                      |                 |       |                  |                                                                                              |  |  |

| 2024년 8월 24일 (토) | FC 서울                      | 2 - 0 | 강원 FC | 서울월드컵경기장, 서울                                                              |  |  |
| 19:30 UTC+9          | 이승모 31′ · 제시 린가드 40′ |       |         | 관중 수: 34,086 심판: 김우성 부심: 곽승순, 방기열 맨 오브 더 매치: 이승모 (FC 서울) |  |  |
|                      |                              |       |         |                                                                                     |  |  |

| 2024년 8월 25일 (일) | 수원 FC                                                     | 5 - 0 | 제주 유나이티드 | 수원종합운동장, 수원                                                                |  |  |
| 19:00 UTC+9          | 안데르송 7′, 45+4′ · 지동원 60′ · 하정우 88′ · 정승원 90+1′ |       |                 | 관중 수: 3275 심판: 김대용 부심: 구은석, 강동호 맨 오브 더 매치: 안데르송 (수원 FC) |  |  |
|                      |                                                             |       |                 |                                                                                     |  |  |

| 2024년 8월 25일 (일) | 광주 FC | 0 - 1 | 울산 HD FC        | 광주축구전용구장, 광주                                                                   |  |  |
| 19:00 UTC+9          |         |       | 87′ 야구 카리엘루 | 관중 수: 5081 심판: 채상협 부심: 윤재열, 김지욱 맨 오브 더 매치: 야구 카리엘루 (울산 HD) |  |  |
|                      |         |       |                   |                                                                                          |  |  |

| 2024년 8월 25일 (일) | 김천 상무               | 2 - 2 | 대전 하나 시티즌                   | 김천종합운동장, 김천                                                                       |  |  |
| 19:00 UTC+9          | 이동경 43′ · 유강현 47′ |       | 71′ (자책골) 박승욱 · 90+1′ 김현우 | 관중 수: 3261 심판: 고형진 부심: 김계용, 천진희 맨 오브 더 매치: 김현우 (대전 하나 시티즌) |  |  |
|                      |                         |       |                                    |                                                                                            |  |  |

### 라운드 29 (8월 31일~9월 1일 토/일)
| 2024년 8월 31일 (토) | 울산 HD FC                                                                         | 5 - 4 | 포항 스틸러스                                      | 울산문수축구경기장, 울산                                                              |  |  |
| 19:00 UTC+9          | 기오르기 아라비제 5′, 36′ · 야구 카리엘루 57′ · 구스타브 루드빅손 78′ · 김영권 88′ |       | 9′ 홍윤상 · 83′ 조르지 · 89′ 어정원 · 90+2′ 이태석 | 관중 수: 22,106 심판: 김희곤 부심: 구은석, 강동호 맨 오브 더 매치: 아라비제 (울산 HD) |  |  |
|                      |                                                                                    |       |                                                    |                                                                                       |  |  |

| 2024년 8월 31일 (토) | 대구 FC    | 1 - 2 | 인천 유나이티드                | DGB대구은행파크, 대구                                                                       |  |  |
| 19:30 UTC+9          | 정치인 17′ |       | 49′ 스테판 무고샤 · 63′ 김도혁 | 관중 수: 11,994 심판: 김용우 부심: 윤재열, 방기열 맨 오브 더 매치: 김도혁 (인천 유나이티드) |  |  |
|                      |            |       |                                |                                                                                             |  |  |

| 2024년 9월 1일 (일) | 제주 유나이티드          | 1 - 0 | 김천 상무 | 제주월드컵경기장, 제주도 서귀포                                                                |  |  |
| 18:00 UTC+9         | 유리 조나탄 60′ (페널티) |       |           | 관중 수: 5469 심판: 김종혁 부심: 박균용, 장종필 맨 오브 더 매치: 유리 조나탄 (제주 유나이티드) |  |  |
|                     |                          |       |           |                                                                                                |  |  |

| 2024년 9월 1일 (일) | 대전 하나 시티즌       | 2 - 0 | 광주 FC | 대전월드컵경기장, 대전                                                                     |  |  |
| 19:00 UTC+9         | 윤도영 1′ · 김인균 79′ |       |         | 관중 수: 7445 심판: 최규현 부심: 박상준, 곽승순 맨 오브 더 매치: 김인균 (대전 하나 시티즌) |  |  |
|                     |                        |       |         |                                                                                            |  |  |

| 2024년 9월 1일 (일) | 강원 FC                                    | 2 - 2 | 수원 FC                     | 강릉종합운동장, 강릉                                                                |  |  |
| 19:00 UTC+9         | 손준호 3′ (자책골) · 프란코 코바체비치 48′ |       | 21′ 안데르송 · 90+5′ 최규백 | 관중 수: 12,292 심판: 신용준 부심: 성주경, 설귀선 맨 오브 더 매치: 최규백 (수원 FC) |  |  |
|                     |                                            |       |                             |                                                                                     |  |  |

| 2024년 9월 1일 (일) | 전북 현대 모터스 | 0 - 0 | FC 서울 | 전주월드컵경기장, 전주                                                |  |  |
| 19:00 UTC+9         |                  |       |         | 관중 수: 22,749 심판: 이동준 부심: 김계용, 천진희 맨 오브 더 매치: () |  |  |
|                     |                  |       |         |                                                                       |  |  |

### 라운드 30 (9월 13~15일 금/토/일)
| 2024년 9월 13일 (금) | 광주 FC                   | 2 - 1 | 포항 스틸러스 | 광주축구전용구장, 광주                                                           |  |  |
| 19:30 UTC+9          | 가브리엘 48′ · 최경록 71′ |       | 89′ 완델손    | 관중 수: 3136 심판: 고형진 부심: 김지욱, 방기열 맨 오브 더 매치: 가브리엘 (광주) |  |  |
|                      |                           |       |               |                                                                                  |  |  |

| 2024년 9월 13일 (금) | 울산 HD FC                     | 2 - 0 | 강원 FC | 울산문수축구경기장, 울산                                                            |  |  |
| 19:30 UTC+9          | 강윤구 14′ · 에사카 아타루 79′ |       |         | 관중 수: 22,010 심판: 박병진 부심: 박상준, 성주경 맨 오브 더 매치: 강윤구 (울산 HD) |  |  |
|                      |                                |       |         |                                                                                     |  |  |

| 2024년 9월 14일 (토) | FC 서울                   | 2 - 3 | 대전 하나 시티즌                            | 서울월드컵경기장, 서울                                                                       |  |  |
| 16:30 UTC+9          | 최준 9′ · 제시 린가드 48′ |       | 4′ 이시다 마사토시 · 6′ 최건주 · 83′ 김현욱 | 관중 수: 26,790 심판: 김대용 부심: 윤재열, 설귀선 맨 오브 더 매치: 김현욱 (대전 하나 시티즌) |  |  |
|                      |                           |       |                                             |                                                                                              |  |  |

| 2024년 9월 14일 (토) | 제주 유나이티드 | 0 - 4 | 대구 FC                                             | 제주월드컵경기장, 서귀포                                                       |  |  |
| 19:00 UTC+9          |                 |       | 54′ 정치인 · 62′ 세징야 · 81′ 고재현 · 90+1′ 이탈로 | 관중 수: 7746 심판: 채상협 부심: 김계용, 강동호 맨 오브 더 매치: 세징야 (대구) |  |  |
|                      |                 |       |                                                     |                                                                                |  |  |

| 2024년 9월 14일 (토) | 수원 FC | 0 - 6 | 전북 현대 모터스                                                                               | 수원종합운동장, 수원                                                                       |  |  |
| 19:00 UTC+9          |         |       | 18′ 이영재 · 53′ (페널티) 송민규 · 69′ 안드리고 · 87′ 전진우 · 90+2′ 이승우 · 90+4′ 에르난데스 | 관중 수: 9136 심판: 최현재 부심: 구은석, 박균용 맨 오브 더 매치: 이승우 (전북 현대 모터스) |  |  |
|                      |         |       |                                                                                                |                                                                                            |  |  |

| 2024년 9월 15일 (일) | 김천 상무                 | 2 - 0 | 인천 유나이티드 | 김천종합운동장, 김천                                                                |  |  |
| 16:30 UTC+9          | 이동준 60′ · 김대원 90+7′ |       |                 | 관중 수: 3315 심판: 김우성 부심: 곽승순, 천진희 맨 오브 더 매치: 이동준 (김천 상무) |  |  |
|                      |                           |       |                 |                                                                                     |  |  |

### 라운드 31 (9월 21-22일 토/일)
| 2024년 9월 21일 (토) | 수원 FC                     | 2 - 4 | 김천 상무                                         | 수원종합운동장, 수원                                                                |  |  |
| 16:30 UTC+9          | 지동원 45+3′ · 안데르송 71′ |       | 27′ 이승원 · 38′ 김승섭 · 51′ 박상혁 · 89′ 이동경 | 관중 수: 3059 심판: 정동식 부심: 윤재열, 강동호 맨 오브 더 매치: 이승원 (김천 상무) |  |  |
|                      |                             |       |                                                   |                                                                                     |  |  |

| 2024년 9월 21일 (토) | 대구 FC      | 1 - 1 | FC 서울                   | DGB대구은행파크, 대구                                                            |  |  |
| 19:00 UTC+9          | 세징야 90+8′ |       | 80′ 스타니슬라프 일류첸코 | 관중 수: 11,837 심판: 김종혁 부심: 박균용, 장종필 맨 오브 더 매치: 세징야 (대구) |  |  |
|                      |              |       |                           |                                                                                  |  |  |

| 2024년 9월 22일 (일) | 광주 FC | 0 - 2 | 제주 유나이티드                  | 광주축구전용구장, 광주                                                                           |  |  |
| 16:30 UTC+9          |         |       | 66′ 요시오 가이나 · 90+2′ 서진수 | 관중 수: 3468 심판: 김용우 부심: 박상준, 천진희 맨 오브 더 매치: 요시오 가이나 (제주 유나이티드) |  |  |
|                      |         |       |                                  |                                                                                                  |  |  |

| 2024년 9월 22일 (일) | 포항 스틸러스                                   | 2 - 1 | 강원 FC      | 포항스틸야드, 포항                                                                      |  |  |
| 16:30 UTC+9          | 강투지 (마르코 투치) 6′ (자책골) · 조르지 90+5′ |       | 90+3′ 양민혁 | 관중 수: 9427 심판: 송민석 부심: 곽승순, 설귀선 맨 오브 더 매치: 조르지 (포항 스틸러스) |  |  |
|                      |                                                 |       |              |                                                                                         |  |  |

| 2024년 9월 22일 (일) | 대전 하나 시티즌 | 0 - 0 | 전북 현대 모터스 | 대전월드컵경기장, 대전                                                |  |  |
| 19:00 UTC+9          |                  |       |                  | 관중 수: 18,473 심판: 김희곤 부심: 김계용, 방기열 맨 오브 더 매치: () |  |  |
|                      |                  |       |                  |                                                                       |  |  |

| 2024년 9월 22일 (일) | 인천 유나이티드 | 0 - 0 | 울산 HD FC | 인천축구전용구장, 인천                                                |  |  |
| 19:00 UTC+9          |                 |       |            | 관중 수: 13,888 심판: 신용준 부심: 구은석, 김지욱 맨 오브 더 매치: () |  |  |
|                      |                 |       |            |                                                                       |  |  |

### 라운드 32 (9월 27~29일 금/토/일)
| 2024년 9월 27일 (금) | 대전 하나 시티즌 | 0 - 1 | 울산 HD FC                   | 대전월드컵경기장, 대전                                                                       |  |  |
| 19:30 UTC+9          |                  |       | 19′ (페널티) 다리얀 보야니치 | 관중 수: 11,219 심판: 채상협 부심: 윤재열, 곽승순 맨 오브 더 매치: 다리얀 보야니치 (울산 HD) |  |  |
|                      |                  |       |                              |                                                                                              |  |  |

| 2024년 9월 27일 (금) | 포항 스틸러스       | 1 - 0 | 인천 유나이티드 | 포항스틸야드, 포항                                                                      |  |  |
| 19:30 UTC+9          | 조르지 83′ (페널티) |       |                 | 관중 수: 6332 심판: 김대용 부심: 박균용, 방기열 맨 오브 더 매치: 조르지 (포항 스틸러스) |  |  |
|                      |                     |       |                 |                                                                                         |  |  |

| 2024년 9월 28일 (토) | 강원 FC    | 1 - 1 | 대구 FC    | 강릉종합운동장, 강릉                                                             |  |  |
| 16:30 UTC+9          | 황문기 69′ |       | 74′ 세징야 | 관중 수: 12,677 심판: 고형진 부심: 김계용, 구은석 맨 오브 더 매치: 황문기 (강원) |  |  |
|                      |            |       |            |                                                                                  |  |  |

| 2024년 9월 28일 (토) | 김천 상무               | 2 - 0 | 광주 FC | 김천종합운동장, 김천                                                                 |  |  |
| 19:00 UTC+9          | 모재현 48′ · 이동경 74′ |       |         | 관중 수: 3,238 심판: 이동준 부심: 성주경, 김지욱 맨 오브 더 매치: 이동경 (김천 상무) |  |  |
|                      |                         |       |         |                                                                                      |  |  |

| 2024년 9월 28일 (토) | 전북 현대 모터스          | 2 - 1 | 제주 유나이티드          | 전주월드컵경기장, 전주                                                                       |  |  |
| 19:00 UTC+9          | 김진규 60′ · 전진우 90+6′ |       | 86′ (페널티) 유리 조나탕 | 관중 수: 21,386 심판: 김우성 부심: 설귀선, 강동호 맨 오브 더 매치: 전진우 (전북 현대 모터스) |  |  |
|                      |                           |       |                          |                                                                                              |  |  |

| 2024년 9월 29일 (일) | FC 서울                   | 1 - 0 | 수원 FC | 서울월드컵경기장, 서울                                                                             |  |  |
| 16:30 UTC+9          | 스타니슬라프 일류첸코 66′ |       |         | 관중 수: 31,037 심판: 박병진 부심: 박상준, 송봉근 맨 오브 더 매치: 스타니슬라프 일류첸코 (FC 서울) |  |  |
|                      |                           |       |         | |  |  |

### 라운드 33 (10월 6일 일)
| 2024년 10월 6일 (일) | 울산 HD FC            | 2 - 1 | 김천 상무  | 울산문수축구경기장, 울산                                                          |  |  |
| 15:00 UTC+9          | 고승범 76′ · 야고 80′ |       | 22′ 모재현 | 관중 수: 24,417 심판: 김종혁 부심: 박균용, 장종필 맨 오브 더 매치: 야고 (울산 HD) |  |  |
|                      |                       |       |            |                                                                                   |  |  |

| 2024년 10월 6일 (일) | 광주 FC                                     | 3 - 1 | FC 서울         | 광주축구전용구장, 광주                                                         |  |  |
| 15:00 UTC+9          | 허율 73′ · 이건희 79′ · 야시르 아사니 90+7′ |       | 85′ 제시 린가드 | 관중 수: 6357 심판: 김희곤 부심: 설귀선, 천진희 맨 오브 더 매치: 이건희 (광주) |  |  |
|                      |                                             |       |                 |                                                                                |  |  |

| 2024년 10월 6일 (일) | 대구 FC                                              | 4 - 3 | 전북 현대 모터스                     | DGB대구은행파크, 대구                                                            |  |  |
| 15:00 UTC+9          | 세징야 7′ · 이탈로 36′ · 에드가 90+3′ · 박세진 90+7′ |       | 59′ 이영재 · 79′ 안현범 · 87′ 문선민 | 관중 수: 12,072 심판: 정동식 부심: 박상준, 곽승순 맨 오브 더 매치: 박세진 (대구) |  |  |
|                      |                                                      |       |                                      |                                                                                  |  |  |

| 2024년 10월 6일 (일) | 인천 유나이티드 | 1 - 3 | 강원 FC                        | 인천축구전용구장, 인천                                                           |  |  |
| 15:00 UTC+9          | 홍시후 72′      |       | 34′ 양민혁 · 85′, 90+2′ 이상헌 | 관중 수: 14,434 심판: 김용우 부심: 윤재열, 김지욱 맨 오브 더 매치: 이상헌 (강원) |  |  |
|                      |                 |       |                                |                                                                                  |  |  |

| 2024년 10월 6일 (일) | 제주 유나이티드                | 2 - 1 | 대전 하나 시티즌    | 제주월드컵경기장, 서귀포                                                                  |  |  |
| 15:00 UTC+9          | 유리 조나탕 45′ · 김주공 90+1′ |       | 35′ (자책골) 임채민 | 관중 수: 6766 심판: 고형진 부심: 성주경, 방기열 맨 오브 더 매치: 김주공 (제주 유나이티드) |  |  |
|                      |                                |       |                     |                                                                                           |  |  |

| 2024년 10월 6일 (일) | 포항 스틸러스 | 1 - 1 | 수원 FC      | 포항스틸야드, 포항                                                                |  |  |
| 15:00 UTC+9          | 안재준 43′    |       | 90+1′ 지동원 | 관중 수: 9513 심판: 신용준 부심: 김계용, 구은석 맨 오브 더 매치: 지동원 (수원 FC) |  |  |
|                      |               |       |              |                                                                                   |  |  |

## 파이널 라운드

### 라운드 34 (10월 18-20일 금/토/일)
| 2024년 10월 18일 (금) | 포항 스틸러스        | 1 - 1 | 수원 FC            | 포항 스틸야드, 포항                                                                               |  |  |
| 19:30 UTC+9           | 완데르송(완델손) 33′ |       | 37′ 김주엽(金柱燁) | 관중 수: 4611 심판: 최현재 부심: 윤재열, 방기열 맨 오브 더 매치: 완데르송(완델손) (포항 스틸러스) |  |  |
|                       |                      |       |                    |                                                                                                   |  |  |

| 2024년 10월 18일 (금) | 광주 FC    | 1 - 1 | 대구 FC    | 광주축구전용구장, 광주                                                         |  |  |
| 19:30 UTC+9           | 변준수 78′ |       | 85′ 에드가 | 관중 수: 2447 심판: 김대용 부심: 구은석, 강동호 맨 오브 더 매치: 변준수 (광주) |  |  |
|                       |            |       |            |                                                                                |  |  |

| 2024년 10월 19일 (토) | 전북 현대 모터스 | 0 - 2 | 대전 하나 시티즌  | 전주월드컵경기장, 전주                                                                       |  |  |
| 14:00 UTC+9           |                  |       | 42′, 90+4′ 김준범 | 관중 수: 18,261 심판: 김종혁 부심: 김계용, 김지욱 맨 오브 더 매치: 김준범 (대전 하나 시티즌) |  |  |
|                       |                  |       |                   |                                                                                              |  |  |

| 2024년 10월 19일 (토) | 김천 상무 | 0 - 0 | 울산 HD FC | 김천종합운동장, 김천                                                                |  |  |
| 16:30 UTC+9           |           |       |            | 관중 수: 5636 심판: 채상협 부심: 설귀선, 곽승순 맨 오브 더 매치: 김동헌 (김천 상무) |  |  |
|                       |           |       |            |                                                                                     |  |  |

| 2024년 10월 19일 (토) | 인천 유나이티드 | 1 - 2 | 제주 유나이티드                  | 인천축구전용구장, 인천                                                                    |  |  |
| 16:30 UTC+9           | 제르소 69′      |       | 50′ 제페르송 갈레고 · 88′ 이탈로 | 관중 수: 7138 심판: 김우성 부심: 박상준, 천진희 맨 오브 더 매치: 이탈로 (제주 유나이티드) |  |  |
|                       |                 |       |                                  |                                                                                           |  |  |

| 2024년 10월 20일 (일) | 강원 FC    | 1 - 0 | FC 서울 | 강릉종합운동장, 강릉                                                             |  |  |
| 15:00 UTC+9           | 김영빈 46′ |       |         | 관중 수: 12,742 심판: 신용준 부심: 성주경, 박균용 맨 오브 더 매치: 김영빈 (강원) |  |  |
|                       |            |       |         |                                                                                  |  |  |

### 라운드 35 (10월 26-27일 토/일)
| 2024년 10월 26일 (토) | 강원 FC    | 1 - 0 | 김천 상무 | 강릉종합운동장, 강릉                                                           |  |  |
| 14:00 UTC+9           | 양민혁 64′ |       |           | 관중 수: 9383 심판: 정동식 부심: 김계용, 김태형 맨 오브 더 매치: 양민혁 (강원) |  |  |
|                       |            |       |           |                                                                                |  |  |

| 2024년 10월 26일 (토) | 수원 FC | 0 - 1 | FC 서울    | 수원종합운동장, 수원                                                              |  |  |
| 16:30 UTC+9           |         |       | 31′ 루카스 | 관중 수: 7971 심판: 김용우 부심: 구은석, 김지욱 맨 오브 더 매치: 루카스 (FC 서울) |  |  |
|                       |         |       |            |                                                                                   |  |  |

| 2024년 10월 27일 (일) | 포항 스틸러스 | 0 - 2 | 울산 HD FC              | 포항 스틸야드, 포항                                                                 |  |  |
| 14:00 UTC+9           |               |       | 33′ 고승범 · 64′ 주민규 | 관중 수: 13,212 심판: 김종혁 부심: 박균용, 장종필 맨 오브 더 매치: 고승범 (울산 HD) |  |  |
|                       |               |       |                         |                                                                                     |  |  |

| 2024년 10월 27일 (일) | 대전 하나 시티즌    | 1 - 0 | 대구 FC | 대전월드컵경기장, 대전                                                                                |  |  |
| 14:00 UTC+9           | 이시다 마사토시 24′ |       |         | 관중 수: 13,405 심판: 고형진 부심: 박상준, 곽승순 맨 오브 더 매치: 이시다 마사토시 (대전 하나 시티즌) |  |  |
|                       |                     |       |         | |  |  |

| 2024년 10월 27일 (일) | 인천 유나이티드   | 1 - 0 | 광주 FC | 인천축구전용구장, 인천                                                                           |  |  |
| 16:30 UTC+9           | 스테판 무고샤 24′ |       |         | 관중 수: 8257 심판: 채상협 부심: 윤재열, 방기열 맨 오브 더 매치: 스테판 무고샤 (인천 유나이티드) |  |  |
|                       |                   |       |         |                                                                                                  |  |  |

| 2024년 10월 27일 (일) | 제주 유나이티드 | 1 - 0 | 전북 현대 모터스 | 제주월드컵경기장, 제주특별자치도 서귀포                                                   |  |  |
| 16:30 UTC+9           | 송주훈 70′      |       |                  | 관중 수: 6376 심판: 김희곤 부심: 성주경, 설귀선 맨 오브 더 매치: 송주훈 (제주 유나이티드) |  |  |
|                       |                 |       |                  |                                                                                           |  |  |

### 라운드 36 (11월 1-3일 금/토/일)
| 2024년 11월 1일 (금) | 울산 HD FC                         | 2 - 1 | 강원 FC    | 울산종합운동장, 울산                                                                |  |  |
| 19:30 UTC+9          | 구스타브 루드빅손 36′ · 주민규 54′ |       | 59′ 이상헌 | 관중 수: 13,438 심판: 고형진 부심: 박상준, 박균용 맨 오브 더 매치: 주민규 (울산 HD) |  |  |
|                      |                                    |       |            |                                                                                     |  |  |

| 2024년 11월 2일 (토) | 전북 현대 모터스 | 0 - 0 | 인천 유나이티드 | 전주월드컵경기장, 전주                                                |  |  |
| 14:00 UTC+9          |                  |       |                 | 관중 수: 18,244 심판: 이동준 부심: 김계용, 송봉근 맨 오브 더 매치: () |  |  |
|                      |                  |       |                 |                                                                       |  |  |

| 2024년 11월 2일 (토) | FC 서울    | 1 - 1 | 포항 스틸러스 | 서울월드컵경기장, 서울                                                              |  |  |
| 16:30 UTC+9          | 강상우 32′ |       | 36′ 완델손    | 관중 수: 29,377 심판: 김대용 부심: 설귀선, 방기열 맨 오브 더 매치: 강상우 (FC 서울) |  |  |
|                      |            |       |               |                                                                                     |  |  |

| 2024년 11월 2일 (토) | 김천 상무  | 1 - 0 | 수원 FC | 김천종합운동장, 김천                                                                |  |  |
| 16:30 UTC+9          | 모재현 21′ |       |         | 관중 수: 1910 심판: 신용준 부심: 성주경, 신재환 맨 오브 더 매치: 모재현 (김천 상무) |  |  |
|                      |            |       |         |                                                                                     |  |  |

| 2024년 11월 2일 (토) | 광주 FC | 0 - 0 | 대전 하나 시티즌 | 광주축구전용구장, 광주                                              |  |  |
| 16:30 UTC+9          |         |       |                  | 관중 수: 4666 심판: 박병진 부심: 구은석, 장종필 맨 오브 더 매치: () |  |  |
|                      |         |       |                  |                                                                     |  |  |

| 2024년 11월 3일 (일) | 대구 FC                     | 2 - 2 | 제주 유나이티드 | DGB대구은행파크, 대구                                                                |  |  |
| 14:00 UTC+9          | 바르셀루스 41′ · 장성원 57′ |       | 53′, 88′ 김주공 | 관중 수: 11,940 심판: 김용우 부심: 김지욱, 천진희 맨 오브 더 매치: 바르셀루스 (대구) |  |  |
|                      |                             |       |                 |                                                                                      |  |  |

### 라운드 37 (11월 9-10일 토/일)
| 2024년 11월 9일 (토) | 수원 FC                                            | 4 - 0 | 강원 FC | 수원종합운동장, 수원                                                              |  |  |
| 16:30 UTC+9          | 정승원 5′ · 김태한 41′ · 정승배 68′ · 안데르손 75′ |       |         | 관중 수: 6778 심판: 박병진 부심: 구은석, 설귀선 맨 오브 더 매치: 정승배 (수원 FC) |  |  |
|                      |                                                    |       |         |                                                                                   |  |  |

| 2024년 11월 10일 (일) | FC 서울      | 1 - 1 | 울산 HD FC      | 서울월드컵경기장, 서울                                                                   |  |  |
| 14:00 UTC+9           | 고승범 45+3′ |       | 53′ 제시 린가드 | 관중 수: 37,288 심판: 김우성 부심: 윤재열, 천진희 맨 오브 더 매치: 제시 린가드 (FC 서울) |  |  |
|                       |              |       |                 |                                                                                          |  |  |

| 2024년 11월 10일 (일) | 포항 스틸러스 | 0 - 3 | 김천 상무                            | 포항 스틸야드, 포항                                                                 |  |  |
| 14:00 UTC+9           |               |       | 47′ 이동경 · 52′ 서민우 · 71′ 김승섭 | 관중 수: 8632 심판: 김희곤 부심: 곽승순, 강동호 맨 오브 더 매치: 이동경 (김천 상무) |  |  |
|                       |               |       |                                      |                                                                                     |  |  |

| 2024년 11월 10일 (일) | 인천 유나이티드 | 1 - 2 | 대전 하나 시티즌                       | 인천축구전용구장, 인천                                                                                |  |  |
| 16:30 UTC+9           | 제르소 45′      |       | 6′ 이시다 마사토시 · 15′ 안톤 크리보축 | 관중 수: 14,633 심판: 김용우 부심: 성주경, 김지욱 맨 오브 더 매치: 이시다 마사토시 (대전 하나 시티즌) |  |  |
|                       |                 |       |                                        | |  |  |

| 2024년 11월 10일 (일) | 제주 유나이티드 | 0 - 0 | 광주 FC | 제주월드컵경기장, 제주특별자치도 서귀포                             |  |  |
| 16:30 UTC+9           |                 |       |         | 관중 수: 7651 심판: 정동식 부심: 김계용, 방기열 맨 오브 더 매치: () |  |  |
|                       |                 |       |         |                                                                     |  |  |

| 2024년 11월 10일 (일) | 전북 현대 모터스                     | 3 - 1 | 대구 FC               | 전주월드컵경기장, 전주                                                                       |  |  |
| 16:30 UTC+9           | 김진규 69′ · 권창훈 85′ · 이승우 89′ |       | 90+6′ (페널티) 황재원 | 관중 수: 18,985 심판: 김종혁 부심: 박상준, 박균용 맨 오브 더 매치: 이승우 (전북 현대 모터스) |  |  |
|                       |                                      |       |                       |                                                                                              |  |  |

### 라운드 38 (11월 23-24일 토/일)
| 2024년 11월 23일 (토) | 울산 HD FC                                                     | 4 - 2 | 수원 FC         | 울산문수축구경기장, 울산                                                            |  |  |
| 14:00 UTC+9           | 야고 4′ (페널티) · 김민준 52′ · 에사카 아타루 84′ · 박주영 90′ |       | 43′, 63′ 정승원 | 관중 수: 24,096 심판: 이동준 부심: 성주경, 박균용 맨 오브 더 매치: 박주영 (울산 HD) |  |  |
|                       |                                                                |       |                 |                                                                                     |  |  |

| 2024년 11월 23일 (토) | 김천 상무  | 1 - 3 | FC 서울                                         | 김천종합운동장, 김천                                                              |  |  |
| 14:00 UTC+9           | 유강현 71′ |       | 46′ 조영욱 · 62′ 임상협 · 90+1′ 호날두 타바르스 | 관중 수: 5943 심판: 김종혁 부심: 김계용, 방기열 맨 오브 더 매치: 조영욱 (FC 서울) |  |  |
|                       |            |       |                                                 |                                                                                   |  |  |

| 2024년 11월 23일 (토) | 강원 FC    | 1 - 0 | 포항 스틸러스 | 강릉종합운동장, 강릉                                                             |  |  |
| 14:00 UTC+9           | 양민혁 35′ |       |               | 관중 수: 11,426 심판: 김우성 부심: 윤재열, 주현민 맨 오브 더 매치: 양민혁 (강원) |  |  |
|                       |            |       |               |                                                                                  |  |  |

| 2024년 11월 24일 (일) | 광주 FC              | 1 - 1 | 전북 현대 모터스 | 광주축구전용구장, 광주                                                         |  |  |
| 14:00 UTC+9           | 신창무 90+′ (페널티) |       | 74′ 티아고       | 관중 수: 7957 심판: 고형진 부심: 구은석, 김지욱 맨 오브 더 매치: 신창무 (광주) |  |  |
|                       |                      |       |                  |                                                                                |  |  |

| 2024년 11월 24일 (일) | 대구 FC      | 1 - 3 | 인천 유나이티드                | DGB대구은행파크, 대구                                                                       |  |  |
| 14:00 UTC+9           | 박재현 90+5′ |       | 43′, 50′ 제르소 · 90+7′ 지언학 | 관중 수: 11,812 심판: 채상협 부심: 박상준, 곽승순 맨 오브 더 매치: 제르소 (인천 유나이티드) |  |  |
|                       |              |       |                                |                                                                                             |  |  |

| 2024년 11월 24일 (일) | 대전 하나 시티즌                          | 2 - 1 | 제주 유나이티드 | 대전월드컵경기장, 대전                                                                                |  |  |
| 14:00 UTC+9           | 이시다 마사토시 30′ · 임채민 43′ (자책골) |       | 10′ 이주용      | 관중 수: 12,743 심판: 신용준 부심: 설귀선, 강동호 맨 오브 더 매치: 이시다 마사토시 (대전 하나 시티즌) |  |  |
|                       |                                           |       |                 | |  |  |